# Liste der Biografien/Burk
Liste der Biografien |
Portal Biografien |
Personensuche
# |
A |
B |
C |
D |
E |
F |
G |
H |
I |
J |
K |
L |
M |
N |
O |
P |
Q |
R |
S |
T |
U |
V |
W |
X |
Y |
Z |
?
 
Ba |
Be |
Bd |
Bg |
Bh |
Bi |
Bj |
Bl |
Bm |
Bn |
Bo |
Br |
Bs |
Bu |
Bw |
By |
Bz
 
Bua |
Bub |
Buc |
Bud |
Bue |
Buf |
Bug |
Buh |
Bui |
Buj |
Buk |
Bul |
Bum |
Bun |
Buo |
Buq |
Bur |
Bus |
But–Buz
 
Bura |
Burb |
Burc |
Burd |
Bure |
Burf |
Burg |
Burh |
Buri |
Burj |
Burk |
Burl |
Burm |
Burn |
Buro |
Burp |
Burq |
Burr |
Burs |
Burt |
Buru |
Burv |
Burw |
Burx |
Bury |
Burz
Die Liste der Biografien führt alle Personen auf, die in der deutschsprachigen Wikipedia einen Artikel haben. Dieses ist eine Teilliste mit 516 Einträgen von Personen, deren Namen mit den Buchstaben „Burk“ beginnt.

## Burk
- Burk, Adrian (1927–2003), US-amerikanischer American-Football-Spieler
- Burk, Bryan (* 1968), US-amerikanischer Film- und FernsehproduzentBryan Burk (* 1968)

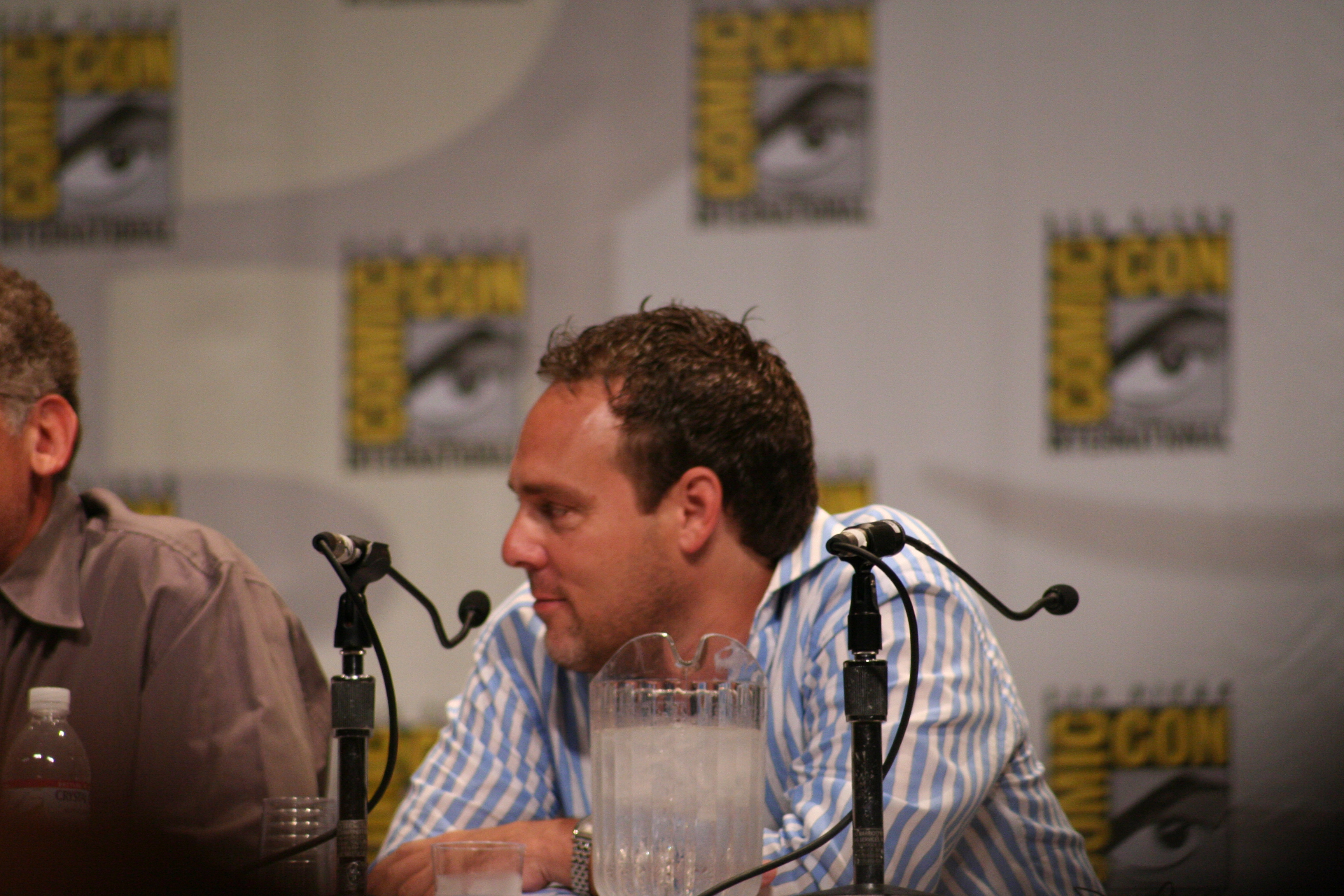
Bryan Burk (* 1968)

- Burk, Carl von (1827–1904), deutscher Theologe und Stiftsprediger
- Burk, Dean (1904–1988), US-amerikanischer Biochemiker
- Burk, Greg (* 1969), US-amerikanischer Jazzmusiker
- Burk, Heinrich (1914–2011), deutscher Schriftsteller
- Burk, Henning (* 1945), deutscher Film- und Fernsehregisseur und Drehbuchautor
- Burk, Henry (1850–1903), US-amerikanischer Politiker
- Burk, Ignacio (1905–1984), deutscher Missionar
- Burk, James (* 1948), US-amerikanischer Militärsoziologe
- Burk, Johan (* 1887), niederländischer Ruderer
- Bürk, Johannes (1819–1872), deutscher Erfinder, Unternehmer und Landtagsabgeordneter
- Burk, Karl (1898–1963), deutscher SS-Brigadeführer und Generalmajor
- Burk, Michael (* 1924), deutscher Schriftsteller
- Bürk, Richard (1851–1934), deutscher Erfinder, Unternehmer und Landtagsabgeordneter
- Burk, Rudolf von (1841–1924), württembergischer Sanitätsoffizier, zuletzt Generalarzt

### Burka
- Burka, Ellen (1921–2016), kanadisch-niederländische Eiskunstläuferin und -trainerin
- Burka, Gelete (* 1986), äthiopische Mittel- und Langstreckenläuferin
- Burka, Petra (* 1946), kanadische Eiskunstläuferin
- Burka, Serhij (* 1987), ukrainischer Handballspieler
- Burka, Sylvia (* 1954), kanadische Radrennfahrerin und Eisschnellläuferin
- Burkali, Theodor (* 1975), ungarischer Komponist und Klarinettist
- Burkamp, Dieter (1940–2012), deutscher Journalist, Autor und Verleger
- Burkamp, Gisela (* 1941), deutsche Kunsthistorikerin und Autorin
- Burkamp, Wilhelm (1879–1939), deutscher Philosoph
- Burkard († 755), Bischof, HeiligerBurkard († 755)
- Burkard I., Zisterzienserabt

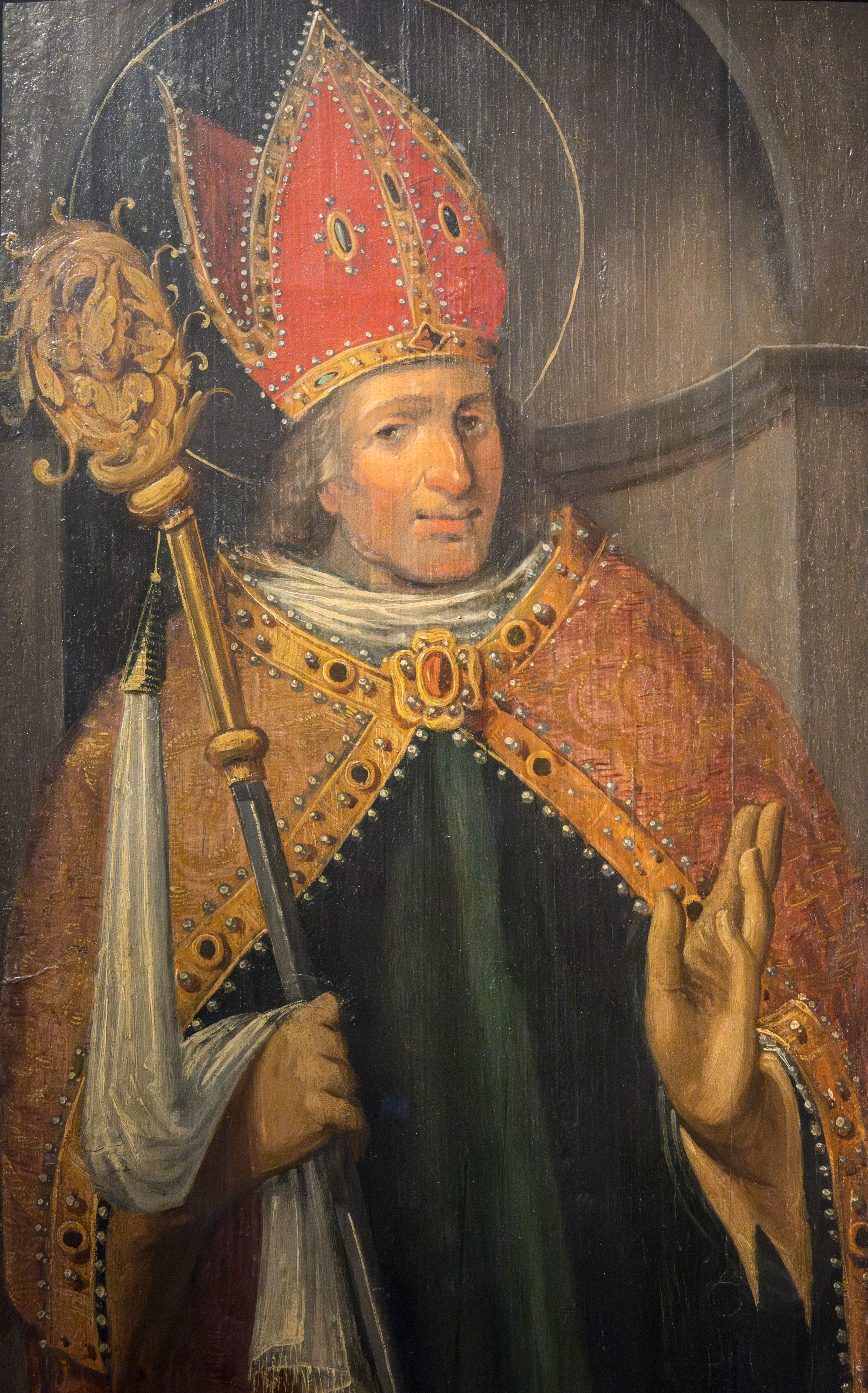
Burkard († 755)

- Burkard I., deutscher Benediktinerabt
- Burkard II., Bischof von Würzburg (932–941)
- Burkard von Beinwil, Priester im aargauischen Freiamt
- Burkard von Weckenstein, staufischer Reichsministeriale
- Burkard, Anton (1809–1861), Politiker Freie Stadt Frankfurt
- Burkard, Christoph (* 1983), deutscher Schwimmer
- Burkard, Dominik (* 1967), deutscher katholischer Theologe
- Burkard, Elena (* 1992), deutsche Hindernis- und Cross- sowie Mittel- und Langstreckenläuferin
- Burkard, Erwin (1920–2010), deutscher Politiker (CDU), Landrat
- Burkard, Flurin (* 1987), Schweizer Politiker (SP)
- Burkard, Gert (1939–2004), deutscher Schauspieler
- Burkard, Günter (* 1944), deutscher Ägyptologe
- Burkard, Heinrich (1888–1950), deutscher Musiker
- Burkard, Helmut (* 1947), österreichischer römisch-katholischer Geistlicher, Generalvikar der Diözese Graz-Seckau
- Burkard, Joachim (* 1967), deutscher Geistlicher und katholischer Theologe
- Burkard, Katja (* 1965), deutsche FernsehmoderatorinKatja Burkard (* 1965)

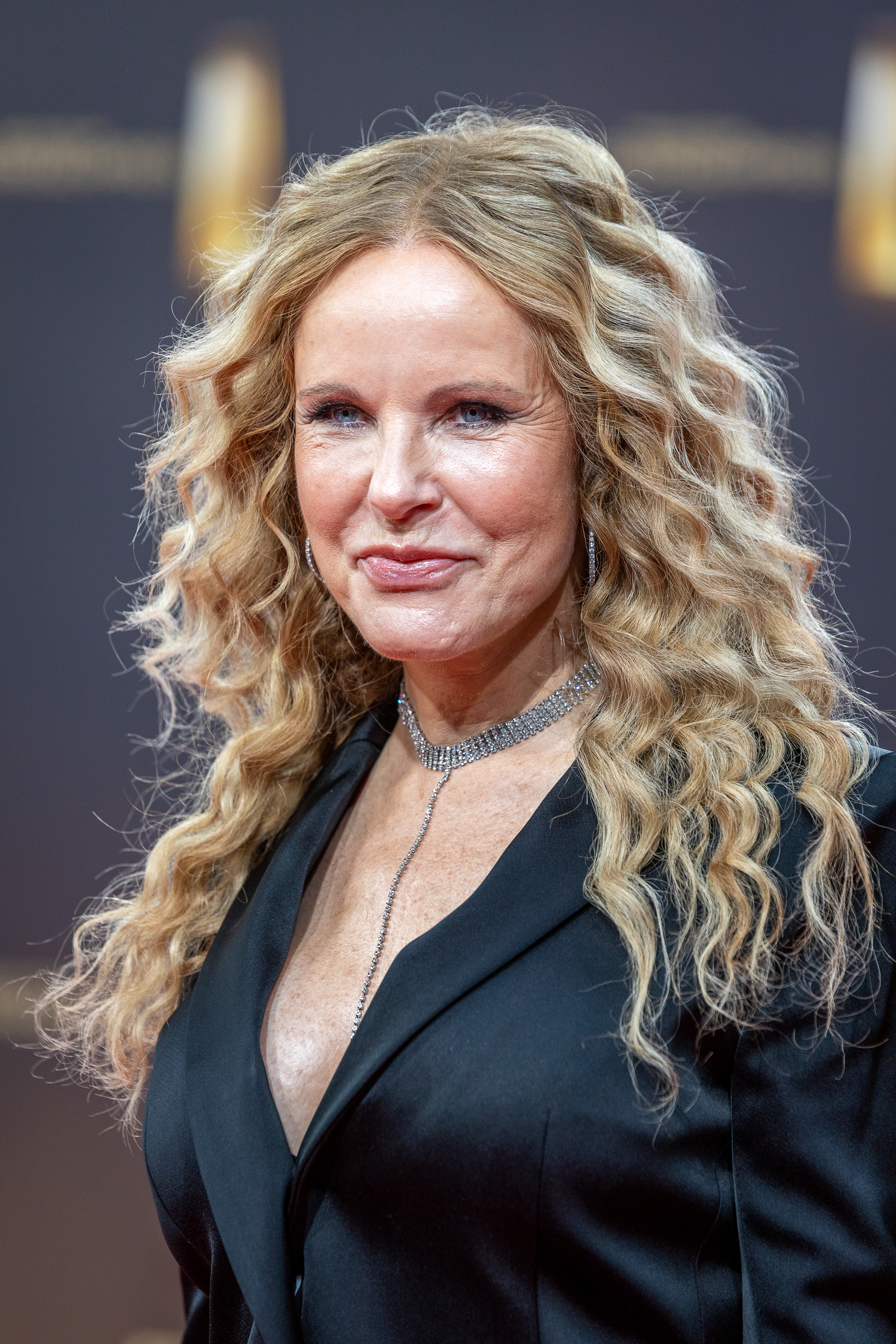
Katja Burkard (* 1965)

- Burkard, Konstanze, deutsche Regisseurin, Drehbuchautorin und Filmproduzentin
- Burkard, Nadja (* 1999), deutsche Fußballspielerin
- Burkard, Otto (1908–2015), österreichischer Geophysiker
- Burkard, Rainer (* 1943), österreichischer Mathematiker
- Burkard, Romuald (1925–2004), Schweizer Manager
- Burkard, Thorsten (* 1967), deutscher Altphilologe
- Burkard, Urs (* 1942), Schweizer Architekt
- Burkardt, Ernst (1928–2014), deutscher Klassischer Philologe, Gymnasiallehrer und Autor
- Burkardt, Friedhelm (1929–1998), deutscher Psychologe und Hochschullehrer
- Burkardt, Germain (1821–1890), deutscher Landwirt und Politiker (DP), MdR
- Burkardt, Hans (1930–2017), deutscher Graphikdesigner, Hochschullehrer und Kalligraph
- Burkardt, Jonathan (* 2000), deutscher Fußballspieler
- Burkardt, Julie (* 1995), Schweizer Schauspielerin und Produzentin
- Burkardt, Ludwig (1946–2015), deutscher Politiker (CDU), MdL
- Burkart von Hohenfels, mittelhochdeutscher Dichter von Minneliedern
- Burkart, Aaron (* 1982), deutscher Rallyefahrer
- Burkart, Achim (* 1960), deutscher Diplomat
- Burkart, Achim (* 1992), deutscher Radsportler
- Burkart, Albert (1898–1982), deutscher Maler
- Burkart, Axel (* 1951), deutscher Buchautor, Anthroposoph und Esoteriker
- Burkart, Balthasar (1896–1960), deutscher Mechaniker, Bauarbeiter und Politiker (BCSV/CDU)
- Burkart, Céline (* 1995), Schweizer Badmintonspielerin
- Burkart, Claudia (* 1980), argentinische Hockeyspielerin
- Burkart, Edgar (1944–2011), deutscher Fußballfunktionär
- Burkart, Erika (1922–2010), Schweizer Dichterin
- Burkart, Friedrich Carl (1805–1862), deutscher Jurist und Politiker
- Burkart, Günter (* 1950), deutscher Kultursoziologe und Hochschullehrer
- Burkart, Joseph (1798–1874), deutscher Bergrat und Forschungsreisender
- Burkart, Karl (1798–1851), deutscher Verwaltungsjurist
- Burkart, Klaus (* 1993), deutscher Zahntechniker, Model und LGBT-Aktivist
- Burkart, Lucas (* 1967), Schweizer Historiker
- Burkart, Manuel (* 1977), Schweizer Kabarettist
- Burkart, Michael (* 1960), deutscher Botaniker
- Burkart, Nishan (* 2000), Schweizer Fussballspieler
- Burkart, Odilo (1899–1979), deutscher Unternehmer
- Burkart, Philipp, deutscher Fußballspieler
- Burkart, Richard (1931–2023), US-amerikanischer Jazzmusiker (Trompete) und Hochschullehrer
- Burkart, Richard K. H. (* 1950), deutscher Künstler
- Burkart, Roland (* 1950), österreichischer Kommunikationswissenschaftler
- Burkart, Sebastian (1844–1923), römisch-katholischer Geistlicher und Schweizer Politiker
- Burkart, Stefan (1957–2020), Schweizer Leichtathlet
- Burkart, Thierry (* 1975), Schweizer Politiker (FDP)Thierry Burkart (* 1975)

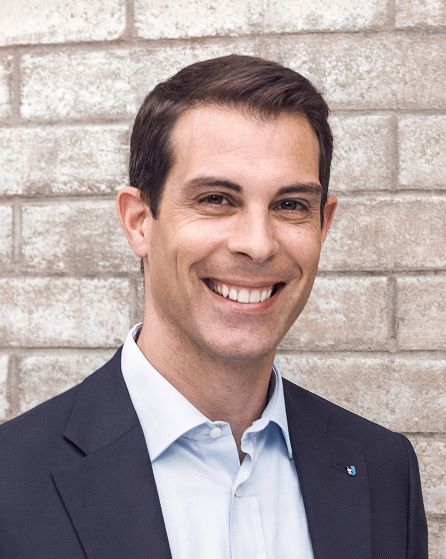
Thierry Burkart (* 1975)

- Burkart, Walo (1887–1952), Schweizer Förster und Archäologe
- Burkart, Werner (* 1948), deutscher Diplomat
- Burkarth, Herbert (1924–2006), deutscher Arzt und Heimatforscher
- Burkat, Albert (1906–1975), deutscher Balletttänzer, Dramaturg und Librettist
- Burkat, Michael (* 1961), deutscher Techno-Produzent, DJ und Labelbetreiber
- Burkay, Kemal (* 1937), kurdischer Schriftsteller und Politiker

### Burke
- Burke Charvet, Brooke (* 1971), US-amerikanische Schauspielerin, Tänzerin, Fernsehmoderatorin und ein Fotomodell
- Burke, Aedanus (1743–1802), US-amerikanischer Politiker
- Burke, Alexandra (* 1988), britische Popsängerin
- Burke, Alfred (1918–2011), britischer Theater-, Film- und Fernsehschauspieler
- Burke, Andrew H. (1850–1918), US-amerikanischer Politiker
- Burke, Arleigh (1901–1996), US-amerikanischer Offizier, Admiral der United States Navy
- Burke, Austin-Emile (1922–2011), kanadischer Geistlicher, römisch-katholischer Bischof
- Burke, Barbara (1917–1998), britische Leichtathletin
- Burke, Bernard Flood (1928–2018), US-amerikanischer Astronom
- Burke, Billie (1884–1970), US-amerikanische Schauspielerin
- Burke, Billy (* 1966), US-amerikanischer SchauspielerBilly Burke (* 1966)

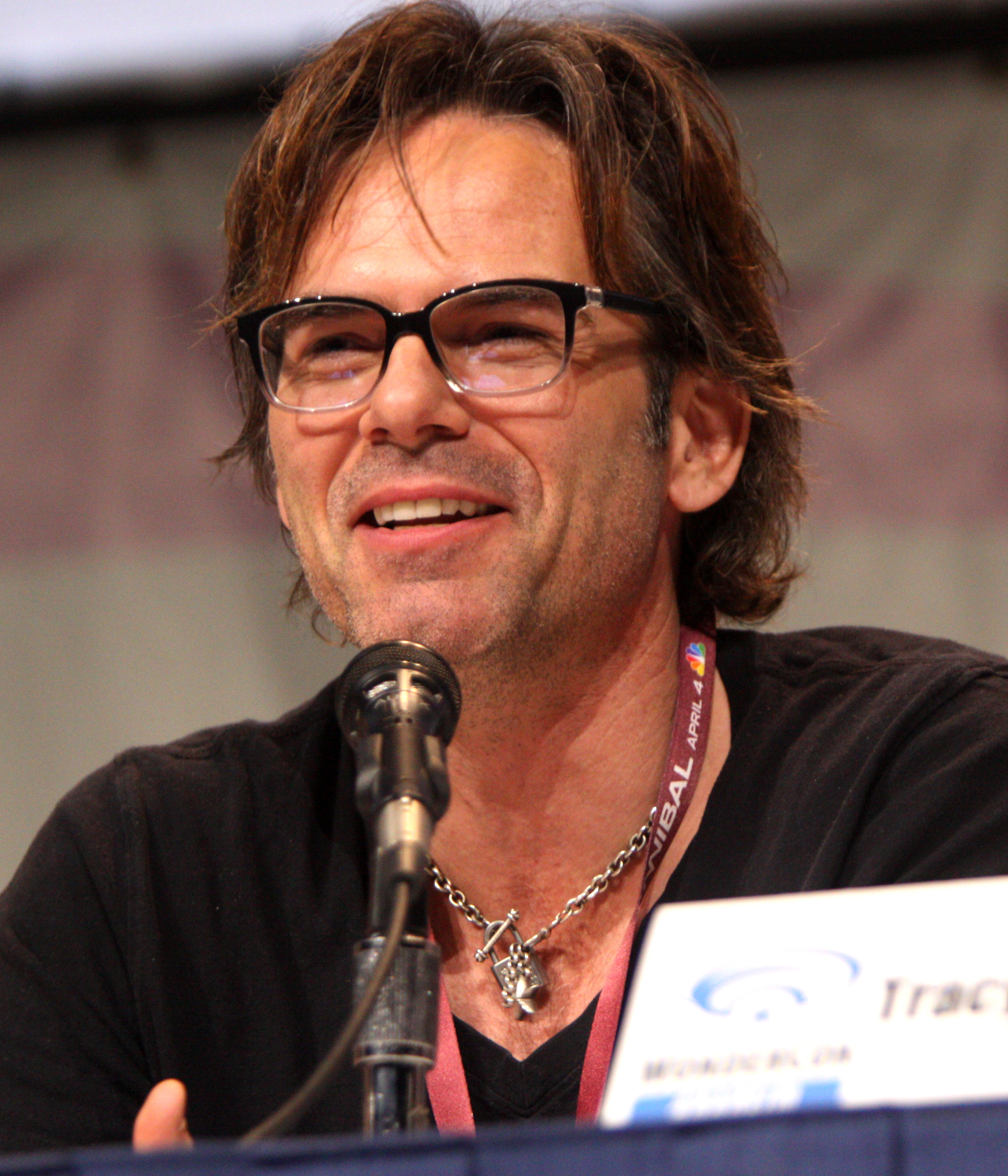
Billy Burke (* 1966)

- Burke, Brayden (* 1997), kanadischer Eishockeyspieler
- Burke, Brian (* 1955), US-amerikanisch-kanadischer Eishockeyspieler und General Manager
- Burke, Calvin (* 1950), US-amerikanischer Schauspieler und Drehbuchautor
- Burke, Charles H. (1861–1944), US-amerikanischer Politiker
- Burke, Chris, US-amerikanischer Jazzmusiker (Klarinette) britischer Herkunft
- Burke, Chris (* 1965), US-amerikanischer Schauspieler
- Burke, Chris (* 1983), schottischer Fußballspieler
- Burke, Christie (* 1989), kanadisch-amerikanische Schauspielerin und Model
- Burke, Christine Jensen, neuseeländische Bergsteigerin
- Burke, Christy, irischer Politiker
- Burke, Clem (1954–2025), US-amerikanischer SchlagzeugerClem Burke (1954–2025)

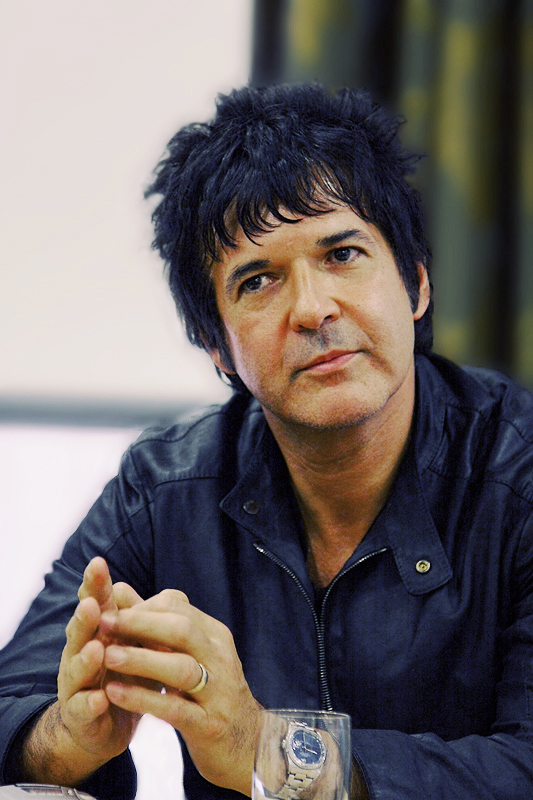
Clem Burke (1954–2025)

- Burke, Colin (* 1936), amerikanischer Historiker und Hochschullehrer
- Burke, Colm (* 1957), irischer Politiker und MdEP für Irland
- Burke, Cory (* 1991), jamaikanischer Fußballspieler
- Burke, Daniel (* 1974), australischer Ruderer
- Burke, David (* 1934), englischer Schauspieler
- Burke, Delta (* 1956), US-amerikanische Schauspielerin
- Burke, Denis (* 1948), australischer Offizier und Politiker, Chief Minister des Northern Territory
- Burke, Donna (* 1954), US-amerikanische Rennrodlerin
- Burke, Douglas (* 1957), US-amerikanischer Wasserballspieler
- Burke, Ed (* 1940), US-amerikanischer Hammerwerfer
- Burke, Edmund (1729–1797), Schriftsteller, Staatsphilosoph und PolitikerEdmund Burke (1729–1797)

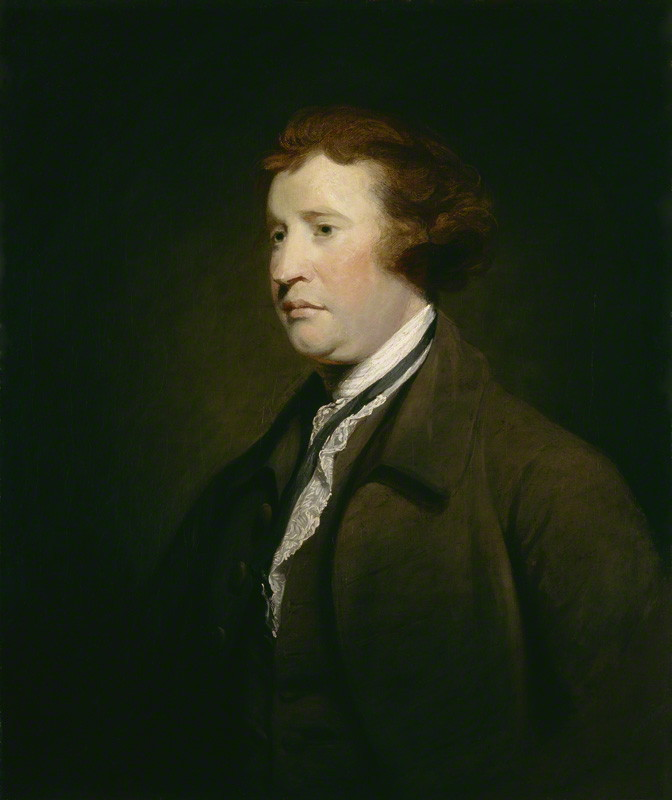
Edmund Burke (1729–1797)

- Burke, Edmund (1753–1820), irischer Geistlicher, römisch-katholischer Apostolischer Vikar von Nova Scotia
- Burke, Edmund (1809–1882), US-amerikanischer Politiker
- Burke, Edward R. (1880–1968), US-amerikanischer Politiker
- Burke, Edwin J. (1889–1944), US-amerikanischer Schauspieler, Regisseur und Drehbuchautor
- Burke, Elena (1928–2002), kubanische Sängerin
- Burke, Fabian (* 1978), kanadischer American-Football-Spieler und Canadian-Football-Spieler
- Burke, Frank W. (1920–2007), US-amerikanischer Politiker
- Burke, Glenn (1952–1995), US-amerikanischer Baseballspieler
- Burke, Graham (* 1993), irischer Fußballspieler
- Burke, Greg (* 1959), amerikanischer Journalist; Vatikansprecher
- Burke, J. Herbert (1913–1993), US-amerikanischer Politiker
- Burke, Jack († 1942), US-amerikanischer Boxer, Teilnehmer am längsten Boxkampf
- Burke, Jack (1923–2024), US-amerikanischer Golfspieler
- Burke, James (1809–1845), englischer Boxer
- Burke, James (1886–1968), US-amerikanischer Schauspieler
- Burke, James (1931–1996), US-amerikanischer Gangster
- Burke, James (* 1936), britischer Wissenschaftsjournalist und -historiker
- Burke, James A. (1910–1983), US-amerikanischer Politiker
- Burke, James F. (1867–1932), US-amerikanischer Politiker
- Burke, James J. († 1964), irischer Politiker (Fine Gael)
- Burke, James Lee (* 1936), US-amerikanischer Krimi-Schriftsteller
- Burke, Jan (* 1953), US-amerikanische Krimischriftstellerin
- Burke, Jim, US-amerikanischer Filmproduzent
- Burke, Jo (1889–1967), deutscher Maler, Illustrator und Kunsterzieher
- Burke, Joan (1928–2016), irische Politikerin (Fine Gael)
- Burke, João José (1935–2006), US-amerikanischer Ordensgeistlicher, römisch-katholischer Bischof von Miracema do Tocantins
- Burke, Joe (* 1984), US-amerikanischer Schauspieler
- Burke, Joe Michael (* 1973), US-amerikanischer Schauspieler
- Burke, John (1859–1937), US-amerikanischer Politiker
- Burke, John (1896–1970), irischer römisch-katholischer Geistlicher
- Burke, John (1922–2011), britischer Schriftsteller
- Burke, John (1951–2020), kanadischer Komponist und Musikpädagoge
- Burke, John F. (1922–2011), US-amerikanischer Mediziner
- Burke, John H. (1894–1951), US-amerikanischer Politiker
- Burke, Johnny (1908–1964), US-amerikanischer Textdichter
- Burke, Joseph (1812–1873), britisch-US-amerikanischer Sammler von Tieren und Pflanzen
- Burke, Joseph (* 1945), US-amerikanischer Schauspieler
- Burke, Joseph Aloysius (1886–1962), US-amerikanischer Geistlicher und Bischof von Buffalo
- Bürke, Karl (1873–1934), Schweizer Journalist, Schriftsteller und Rechtswissenschaftler
- Burke, Kathleen (1913–1980), US-amerikanische Schauspielerin
- Burke, Kathy (* 1964), britische Schauspielerin
- Burke, Kenneth (1897–1993), US-amerikanischer Schriftsteller, Literatur- und Kommunikationstheoretiker
- Burke, Kevin (1929–2018), britischer Geologe
- Burke, Lawrence Aloysius (1932–2010), jamaikanischer Ordensgeistlicher, Erzbischof von Kingston in Jamaica
- Burke, Lena (* 1978), kubanische Sängerin, Texterin, Komponistin und Schauspielerin
- Burke, Liam (1928–2005), irischer Politiker
- Burke, Lynn (* 1943), US-amerikanische Schwimmerin
- Burke, Marcella, US-amerikanische Autorin
- Burke, Mario (* 1997), barbadischer Leichtathlet
- Burke, Mark (* 1969), englischer Fußballspieler
- Burke, Martyn (* 1952), kanadischer Journalist, Schriftsteller, Drehbuchautor und Regisseur
- Burke, Matt (* 1973), australischer Rugby-Union-Spieler
- Burke, Melanie (* 1980), neuseeländische Triathletin
- Burke, Michael E. (1863–1918), US-amerikanischer Politiker
- Burke, Michael Reilly (* 1964), US-amerikanischer Schauspieler
- Burke, Michèle (* 1959), US-amerikanische Maskenbildnerin
- Burke, Michelle (* 1970), US-amerikanische Schauspielerin
- Burke, Mick (1941–1975), englischer Bergsteiger und Kameramann
- Burke, Oliver (* 1997), schottischer FußballspielerOliver Burke (* 1997)

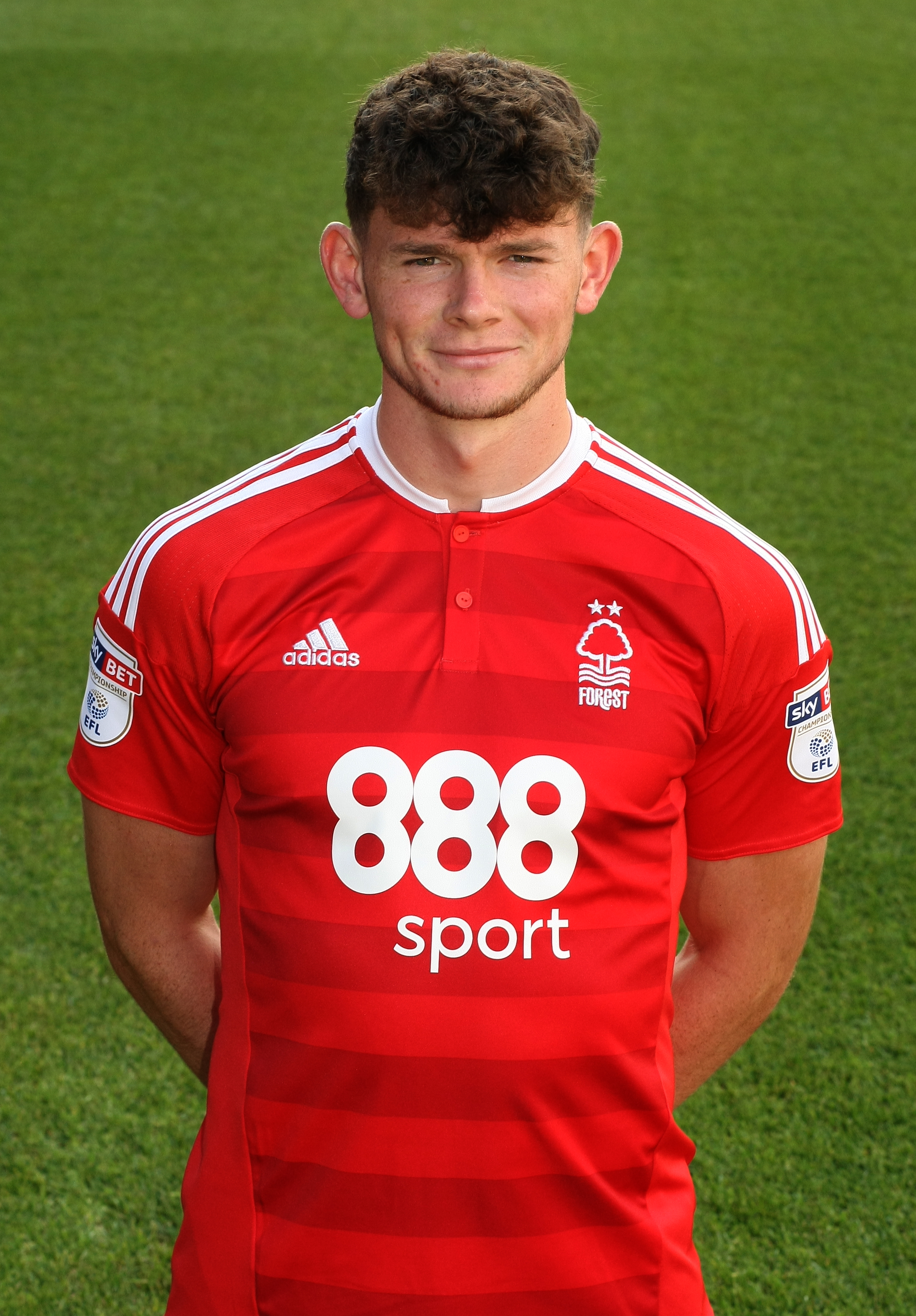
Oliver Burke (* 1997)

- Burke, Paddy (* 1955), irischer Politiker
- Burke, Pascal (1932–2001), irischer Snookerspieler
- Burke, Pat (* 1973), irischer Basketballspieler
- Burke, Patrick J. (1904–1995), irischer Politiker (Fianna Fáil)
- Burke, Paul, Filmtechniker und Erfinder
- Burke, Paul (1926–2009), US-amerikanischer Schauspieler
- Burke, Paul (* 1962), britischer Werbetexter und Schriftsteller
- Burke, Paul J. (* 1972), US-amerikanisch-schwedischer Basketballspieler und -trainer
- Burke, Peter (* 1937), britischer Historiker
- Burke, Peter (* 1982), irischer Politiker der Fine Gael
- Burke, Raimund (* 1969), deutscher Hard-Rock-Gitarrist und Arrangeur
- Burke, Ray (* 1943), irischer Politiker
- Burke, Raymond (1904–1986), US-amerikanischer Jazzmusiker (Klarinette, Sopransaxophon) des Dixieland Jazz
- Burke, Raymond H. (1881–1954), US-amerikanischer Politiker
- Burke, Raymond Leo (* 1948), US-amerikanischer emeritierter Erzbischof der römisch-katholischen Kirche, KurienkardinalRaymond Leo Burke (* 1948)

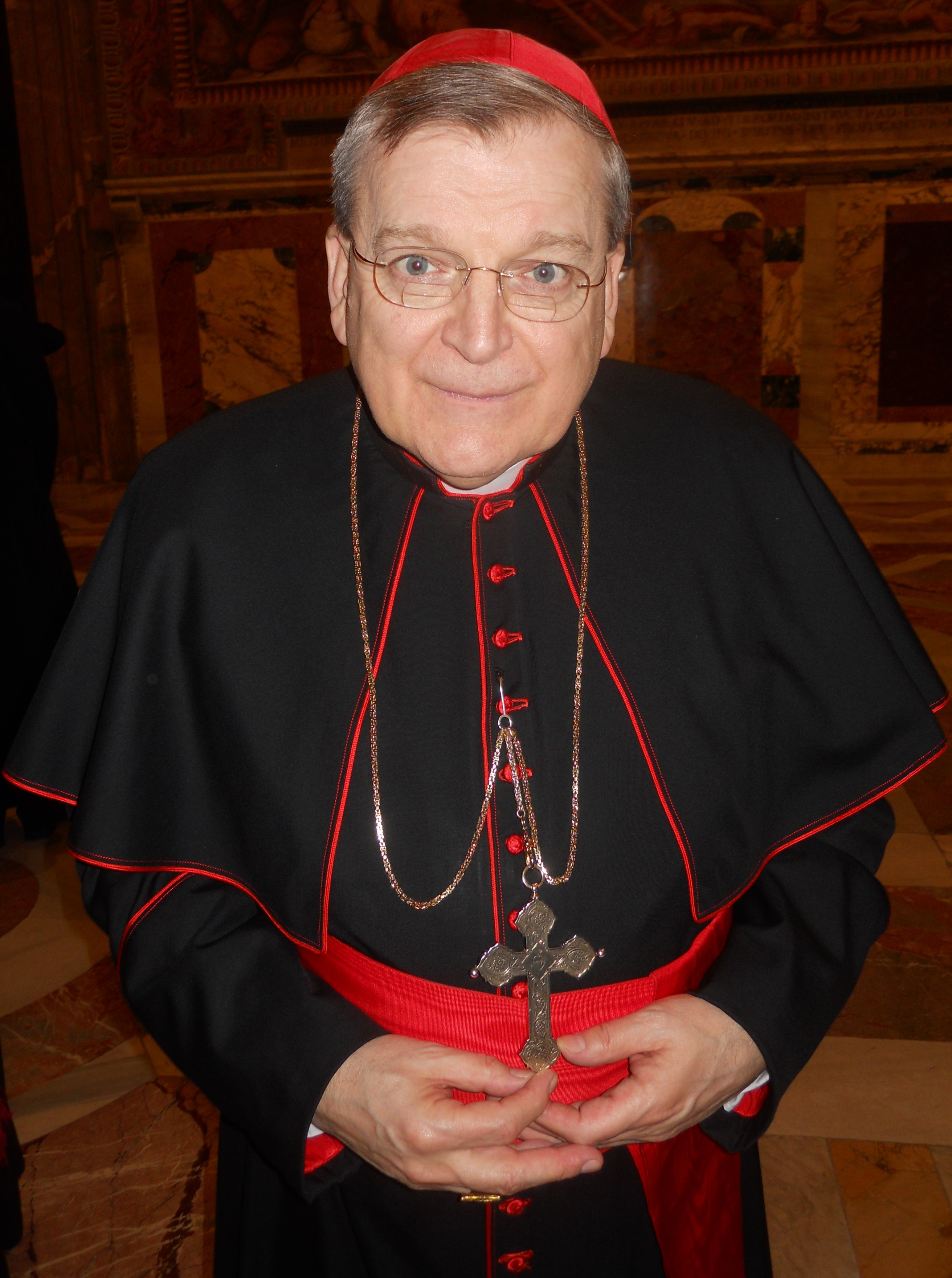
Raymond Leo Burke (* 1948)

- Burke, Richard (1932–2016), irischer Politiker und Europäischer Kommissar
- Burke, Richard Anthony (* 1949), irischer Ordensgeistlicher, emeritierter römisch-katholischer Erzbischof von Benin City
- Burke, Richard T. (* 1943), US-amerikanischer Unternehmer
- Burke, Robert E. (1847–1901), US-amerikanischer Politiker
- Burke, Robert John (* 1960), US-amerikanischer Schauspieler
- Burke, Robert O’Hara (1821–1861), Expeditionsleiter der ersten Süd-Nord-Durchquerung Australiens
- Burke, Robert P. (* 1962), US-amerikanischer Admiral der US Navy
- Burke, Rodney, australischer Spezialeffektkünstler
- Burke, Ronald (1944–2002), US-amerikanischer römisch-katholischer Theologe
- Burke, Ross David (1953–1985), australischer Autor
- Burke, Samson (* 1930), kanadischer Bodybuilder und Schauspieler
- Burke, Sarah (* 1981), britische Biathletin
- Burke, Sarah (1982–2012), kanadische Freestyle-Skisportlerin
- Burke, Sean (* 1967), kanadischer Eishockeytorwart und -funktionär
- Burke, Simon (* 1970), britischer Biathlet
- Burke, Solomon (1940–2010), US-amerikanischer Soul-/R&B-Sänger und Songwriter
- Burke, Sonny (1914–1980), amerikanischer Jazz-Bandleader und Komponist
- Burke, Steve (* 1958), US-amerikanischer Unternehmer
- Burke, Steven (* 1988), englischer Bahnradfahrer
- Burke, Tarana (* 1973), afroamerikanische Bürger- und Menschenrechtsaktivistin, Begründerin der Me-Too-Bewegung
- Burke, Thomas († 1783), amerikanischer Politiker und dritter Gouverneur von North Carolina
- Burke, Thomas (1875–1929), US-amerikanischer Leichtathlet
- Burke, Thomas (1886–1945), britischer Autor
- Burke, Thomas A. (1898–1971), US-amerikanischer Politiker (Demokratische Partei)
- Burke, Thomas Henry (1904–1959), US-amerikanischer Politiker
- Burke, Thomas Martin Aloysius (1840–1915), irischer Geistlicher und Bischof von Albany
- Burke, Tim (* 1965), englischer Spezialist für visuelle Effekte
- Burke, Tim (* 1982), US-amerikanischer Biathlet
- Burke, Tom (* 1981), britischer SchauspielerTom Burke (* 1981)

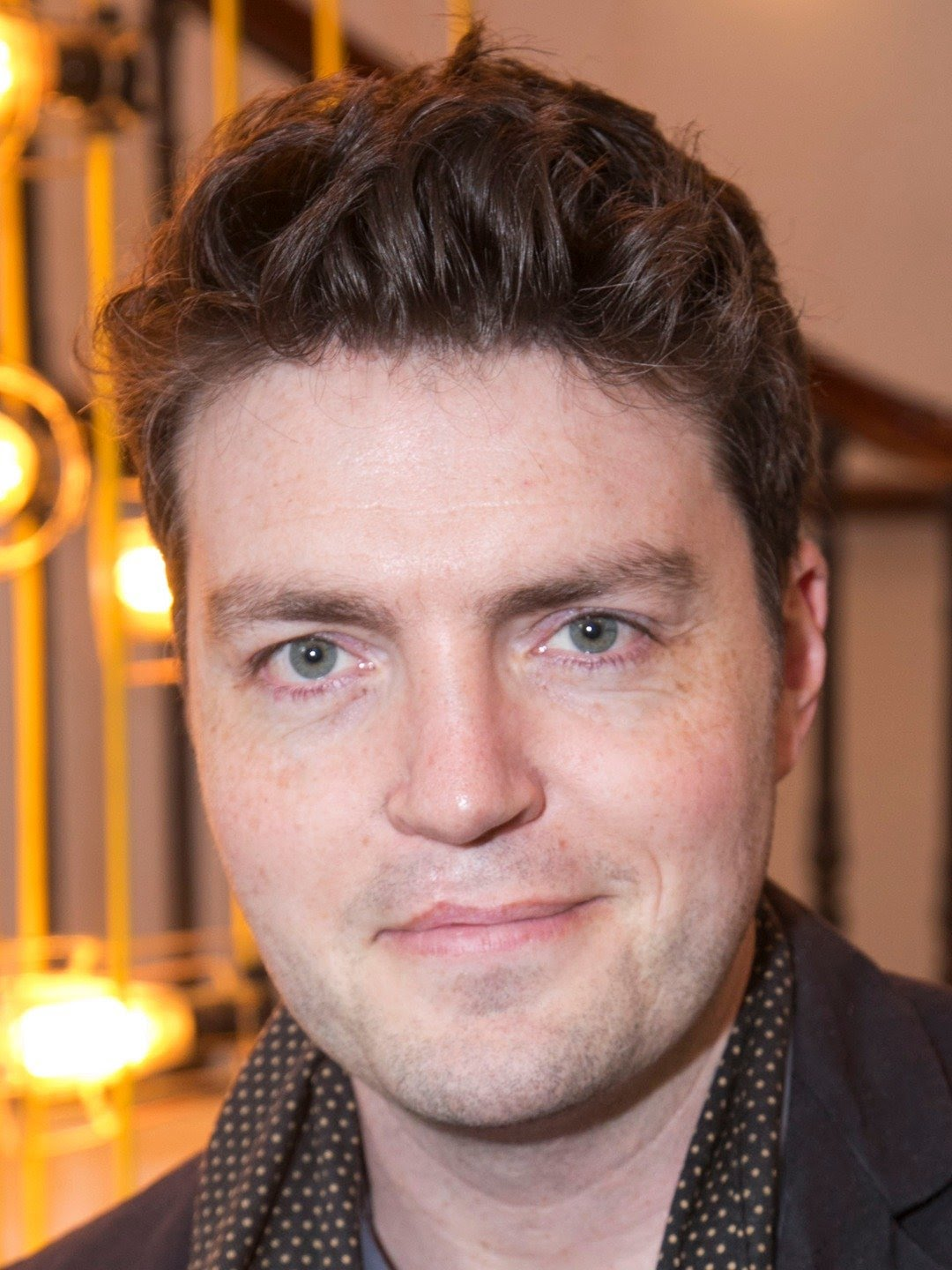
Tom Burke (* 1981)

- Burke, Tony (* 1952), britischer Musikjournalist und Herausgeber
- Burke, Tony (* 1969), australischer Politiker
- Burke, Trey (* 1992), US-amerikanischer Basketballspieler
- Burke, Ulick (* 1943), irischer Politiker (Fine Gael)
- Burke, Ulick, 1. Marquess of Clanricarde (1604–1658), englischer Adliger und Feldherr
- Burke, Vinnie (1921–2001), US-amerikanischer Jazzbassist
- Burke, William (1792–1829), britischer SerienmörderWilliam Burke (1792–1829)

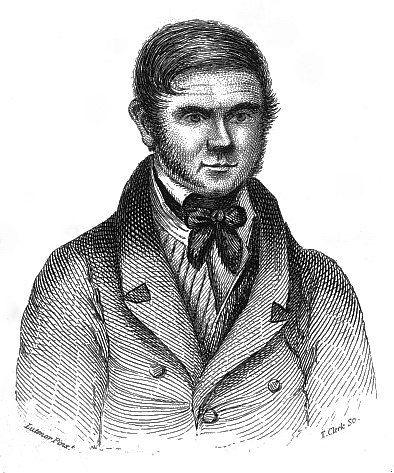
William Burke (1792–1829)

- Burke, William J. (1862–1925), US-amerikanischer Politiker
- Burke, Yvonne Brathwaite (* 1932), US-amerikanische Politikerin
- Burkei, August (1922–2009), deutscher Bauingenieur
- Burkei, Ralph (1956–2008), deutscher Unternehmer, Regionalpolitiker, Fußballfunktionär und Terrorismusopfer
- Burkei, Ria (1935–2010), deutsche Politikerin (SPD), MdL
- Bürkel, Dietrich (1905–1986), deutscher Jurist und Politiker (CDU), MdB
- Bürkel, Heinrich (1802–1869), deutscher Maler des Biedermeier
- Bürkel, Johann Nepomuk (1864–1951), deutscher Architekt und Baumeister
- Bürkel, Ludwig von (1841–1903), deutscher Jurist und Hofsekretär
- Bürkel, Ludwig von (1877–1946), deutscher Kunsthistoriker
- Burkenja, Daniil Sergejewitsch (* 1978), russischer Weit- und Dreispringer
- Bürker, Karl (1872–1957), deutscher Tierphysiologe und Hochschullehrer
- Bürker, Ulrich (* 1903), deutscher Oberst der Wehrmacht
- Burkersroda, Hans Friedrich von (1574–1640), kursächsischer Rat und Domherr in Naumburg
- Burkert, Andreas (* 1959), deutscher Astrophysiker
- Burkert, Bertram (* 1994), deutscher Jazzmusiker (Gitarre, Komposition)
- Burkert, Elke (* 1953), deutsche Altistin, Dirigentin und Musikpädagogin
- Burkert, Gertraud (* 1940), deutsche Kommunalpolitikerin (SPD)
- Burkert, Gloria (* 1946), deutsche Filmproduzentin
- Burkert, Karel (1909–1991), tschechoslowakischer Fußballtorhüter
- Burkert, Karl (1884–1979), deutscher Schriftsteller
- Burkert, Martin (* 1964), deutscher Politiker (SPD), MdBMartin Burkert (* 1964)

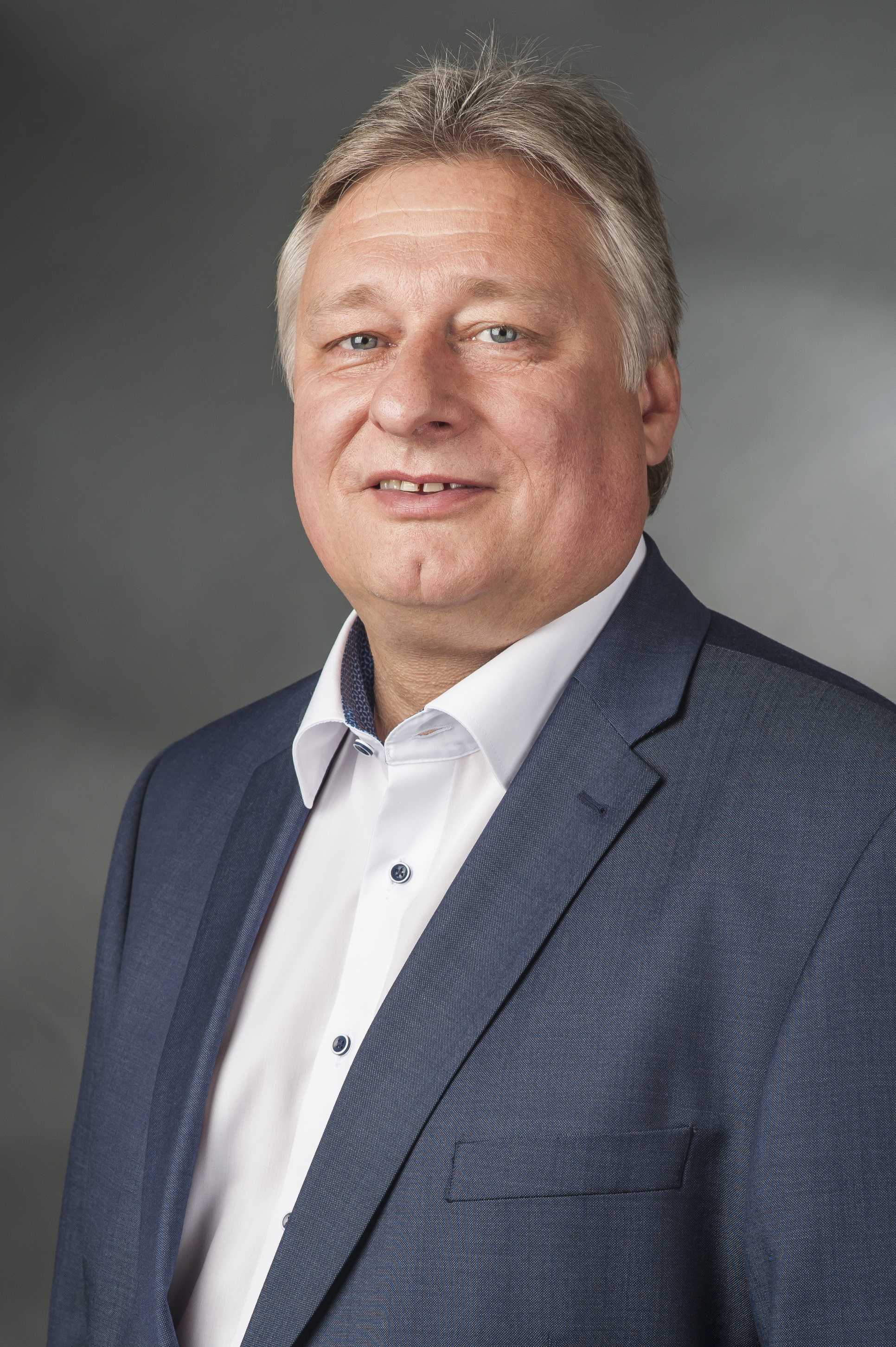
Martin Burkert (* 1964)

- Burkert, Michael (* 1952), deutscher Politiker (SPD)
- Burkert, Michael (* 1977), deutscher Kameradschaftsaktivist, Vorsitzender der NPD-Kreisverbandes Erfurt-Gotha
- Burkert, Oskar (* 1951), deutscher Politiker (CDU), MdL
- Burkert, Otto (1880–1944), deutscher Organist und Chorleiter
- Burkert, Rudolf (1904–1985), tschechischer Skisportler
- Burkert, Walter (1931–2015), deutscher Klassischer Philologe und Religionshistoriker
- Burkert-Eulitz, Marianne (* 1972), deutsche Politikerin (Bündnis 90/Die Grünen), MdA
- Burkes, Wayne O. (1929–2020), republikanischer amerikanischer Politiker, Mitglied des Surface Transportation Boards
- Burket, Ilse (* 1948), österreichische Politikerin (FPÖ), Abgeordnete zum Nationalrat
- Burkett, Elinor (* 1946), US-amerikanische Journalistin und Autorin
- Burkett, Elmer Jacob (1867–1935), US-amerikanischer Politiker
- Burkett, Franz U. (1887–1961), US-amerikanischer Anwalt und Politiker
- Burkett, Jesse (1868–1953), US-amerikanischer Baseballspieler
- Burkett, Thomas (1762–1792), britischer Seemann

### Burkh
- Burkhalter, Didier (* 1960), Schweizer Politiker (FDP)Didier Burkhalter (* 1960)

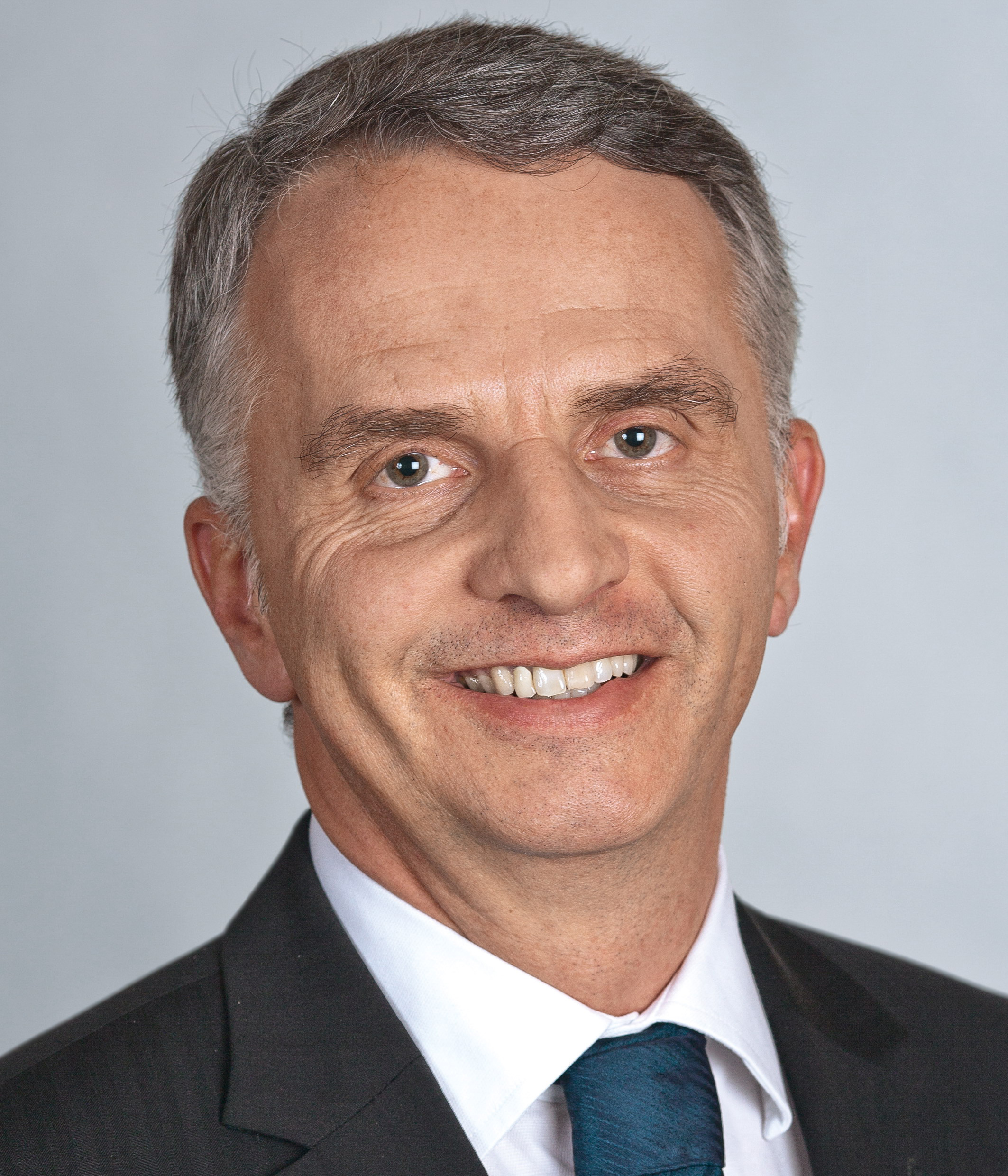
Didier Burkhalter (* 1960)

- Burkhalter, Everett G. (1897–1975), US-amerikanischer Politiker
- Burkhalter, Fritz (* 1959), Schweizer Politiker (FDP)
- Burkhalter, Gertrud (1911–2000), Schweizer Mundartdichterin
- Burkhalter, Joscha (* 1996), Schweizer Biathlet
- Burkhalter, Loïc (* 1980), Schweizer Eishockeyspieler
- Burkhalter, Marianne (* 1947), Schweizer Architektin
- Burkhalter, Stefan (* 1974), Schweizer Schwinger
- Burkhard, Markgraf der Marchia Orientalis
- Burkhard I. († 1061), gilt als erster verbürgerter HohenzollerBurkhard I. († 1061)

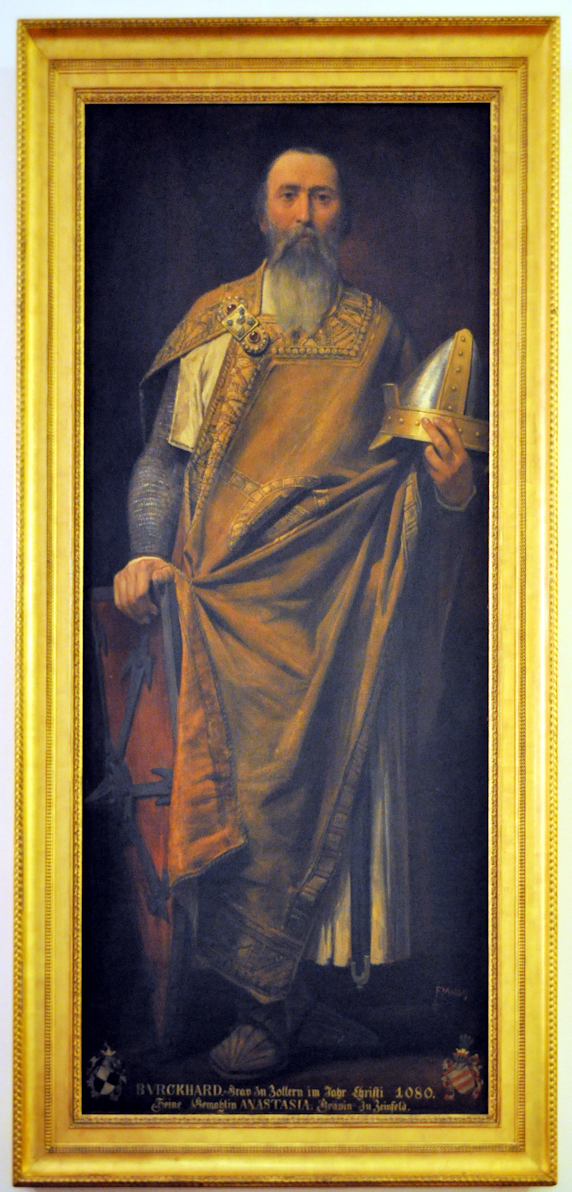
Burkhard I. († 1061)

- Burkhard V. von Broich († 1367), deutscher Adliger
- Burkhard VI. von Cramm (1522–1599), Statthalter von Hessen-Marburg
- Burkhard VII. Münch († 1444), Schweizer Adliger
- Burkhard von Avesnes († 1244), Bailli des Hennegau
- Burkhard von Fenis († 1107), burgundischer Adliger, Bischof von Basel (1072–1107)
- Burkhard von Hornhausen († 1260), Landmeister von Preußen und von Livland des Deutschen Ordens (1257–1260)
- Burkhard von Klingenberg, Marschall des Königreichs Böhmen, Landeshauptmann der Steiermark, Landeshauptmann von Oberösterreich
- Burkhard von Lützelstein († 1418), Elekt von Straßburg
- Burkhard von Nellenburg, Graf von Nellenburg, Graf im Neckargau
- Burkhard von Oltigen († 1089), Bischof von Lausanne
- Burkhard von Passau († 915), Bischof von Passau
- Burkhard von Serkem († 1317), Bischof von Lübeck
- Burkhard von Weißpriach († 1466), Erzbischof von Salzburg und Kardinal
- Burkhard zu Rhein, Basler Politiker
- Burkhard, Alex (* 1988), deutscher Slampoet, Autor und Kabarettist
- Burkhard, André (* 1950), französischer Fußballspieler
- Burkhard, Balthasar (1944–2010), Schweizer Fotograf
- Burkhard, Christoph (* 1984), deutscher Fußballspieler
- Burkhard, Diethelm (1869–1926), Schweizer Politiker
- Burkhard, Dietmar (* 1956), deutscher Schauspieler
- Burkhard, Franz (1490–1539), deutscher Jurist und Hochschullehrer
- Burkhard, Franz (1877–1938), deutscher Architekt und Bauunternehmer
- Burkhard, Gedeon (* 1969), deutscher SchauspielerGedeon Burkhard (* 1969)

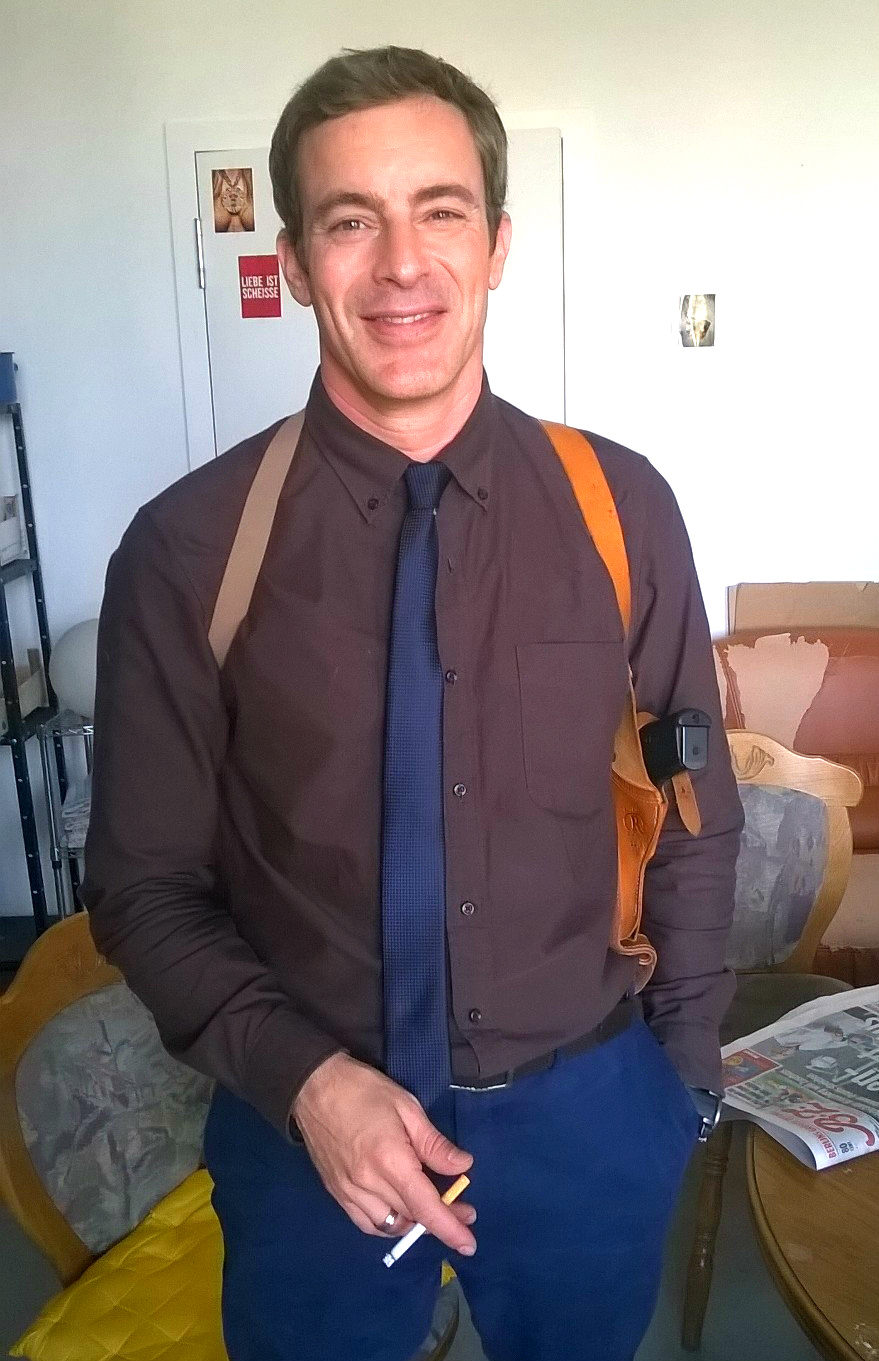
Gedeon Burkhard (* 1969)

- Burkhard, Hans (* 1973), liechtensteinischer Skirennläufer
- Burkhard, Hans-Dieter (* 1944), deutscher Informatiker und Hochschullehrer
- Burkhard, Ingrid (* 1931), österreichische Schauspielerin und HörspielsprecherinIngrid Burkhard (* 1931)

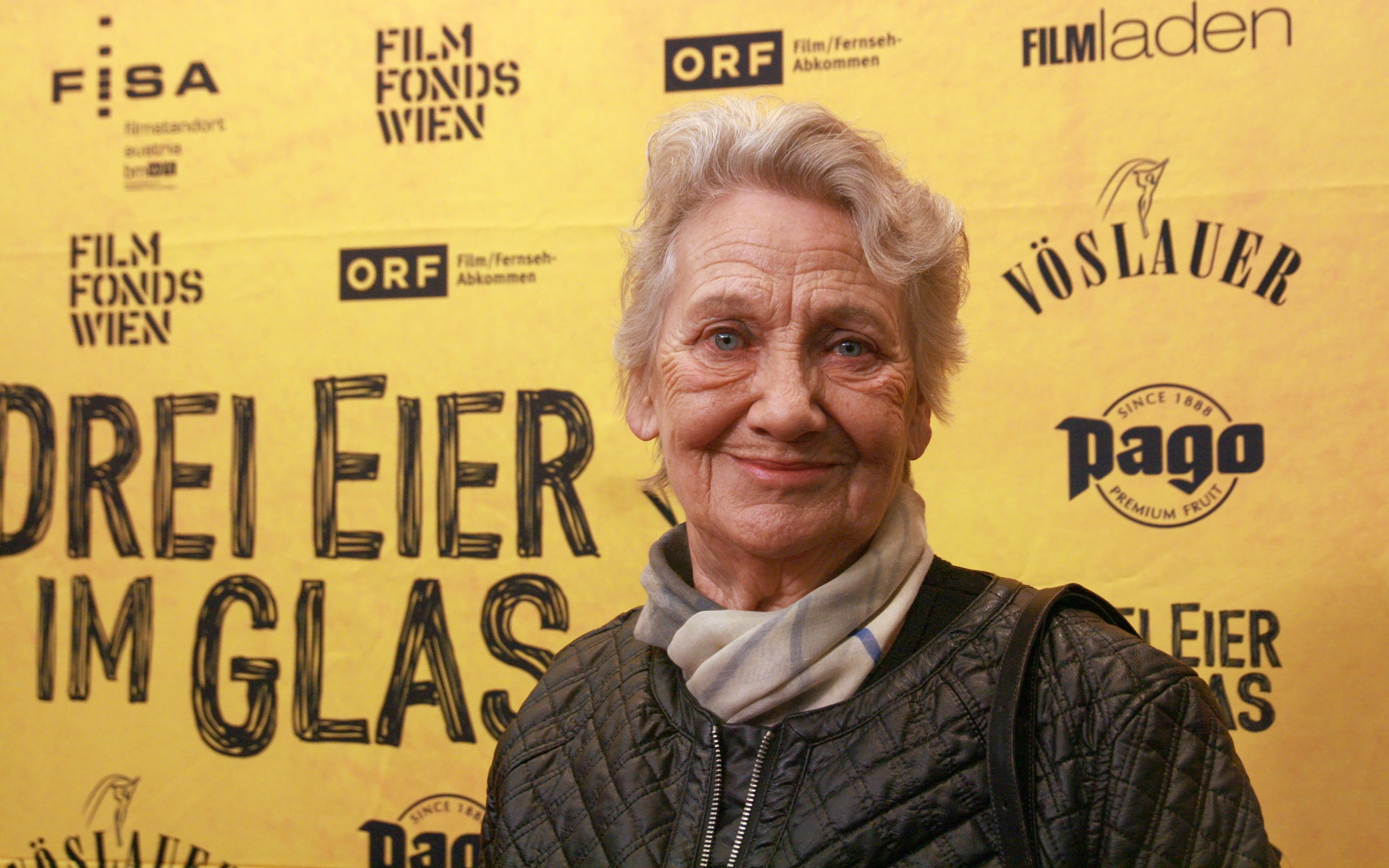
Ingrid Burkhard (* 1931)

- Burkhard, Jakob (1842–1925), deutscher Politiker
- Burkhard, Mathias (1838–1922), deutscher Orgelbauer
- Burkhard, Paul (1888–1964), schweizerischer Bildhauer und Zeichner
- Burkhard, Paul (1911–1977), Schweizer Komponist
- Burkhard, Peter (* 1955), Schweizer Diplomat
- Burkhard, Susanne (* 1969), deutsche Schauspielerin und Tänzerin
- Burkhard, Walter (1898–1968), Tiefbauingenieur der Stadt Zürich
- Burkhard, Wilhelm von (1845–1927), deutscher Staatsrat, Bankpräsident und Funktionär des Deutschen Alpenvereins
- Burkhard, William (1896–1992), Schweizer Schriftsteller und Gründer der Internationalen Atheistenpartei
- Burkhard, Willy (1900–1955), Schweizer Komponist
- Burkhardt, Adolf (1929–2004), lutherischer Pfarrer, Esperantist
- Burkhardt, Albert G. (1934–2019), deutscher Chemigraf und Hochschullehrer
- Burkhardt, Armin (* 1952), deutscher Germanist
- Burkhardt, Arthur (1857–1918), deutscher Ingenieur und Konstrukteur
- Burkhardt, Arthur (1905–1990), deutscher Ingenieur und Manager
- Burkhardt, Brigitte (1920–2022), deutsche Goldschmiedin
- Burkhardt, Carl August Hugo (1830–1910), deutscher Historiker, Archivar und langjähriger Leiter des Großherzoglichen Staatsarchivs in Weimar
- Burkhardt, Chrisanna (* 1949), österreichische Liedtexterin und Autorin
- Burkhardt, Delara (* 1992), deutsche Politikerin (SPD), MdEPDelara Burkhardt (* 1992)

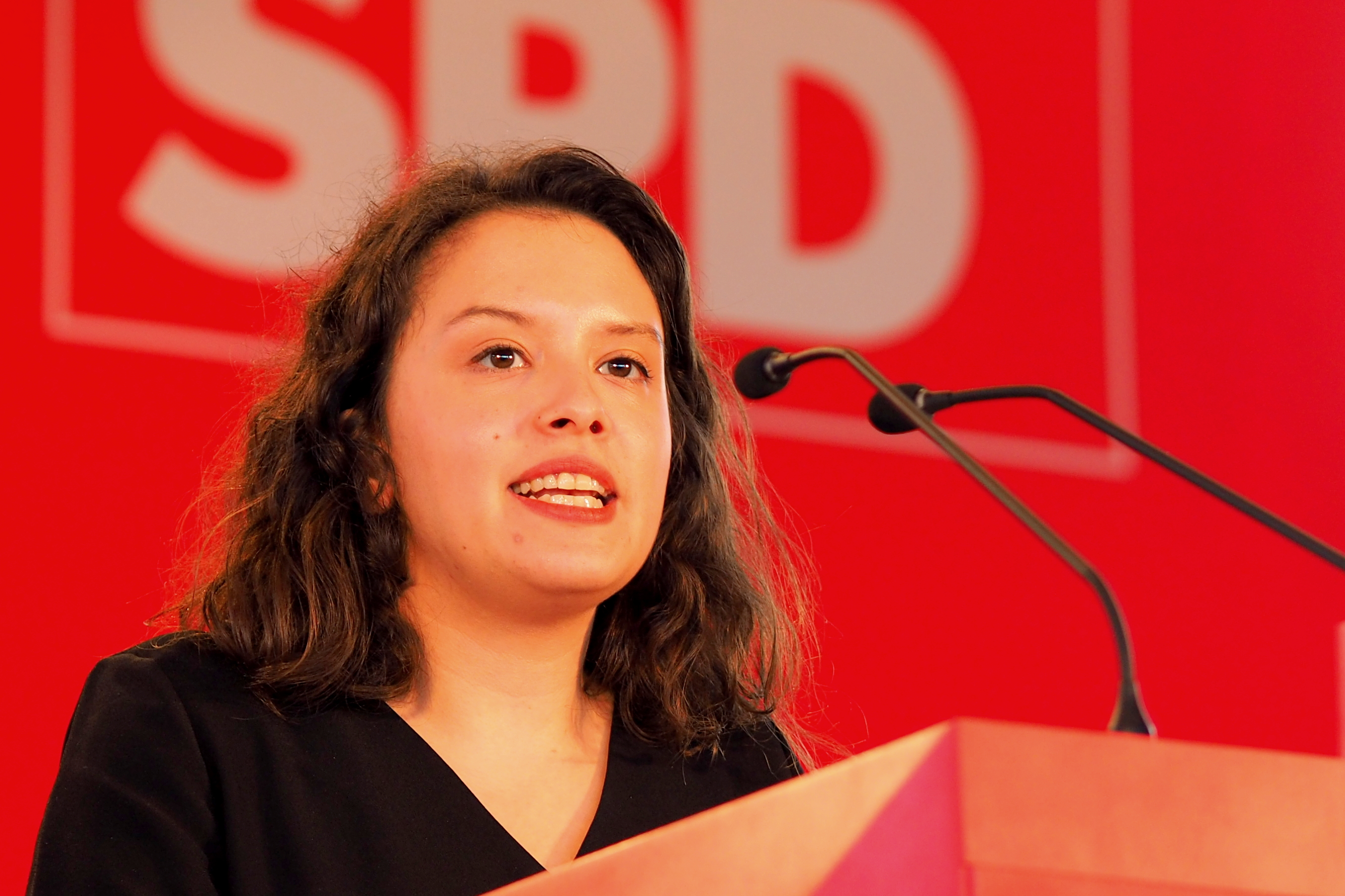
Delara Burkhardt (* 1992)

- Burkhardt, Dieter (* 1955), deutscher Unternehmer und ehemaliger Radsportler
- Burkhardt, Dominik (* 1977), deutscher Leichtathlet
- Burkhardt, Felix (1888–1973), deutscher Mathematiker und Statistiker
- Burkhardt, Filip (* 1987), polnischer Fußballspieler
- Burkhardt, Florian (* 1974), Schweizer Model, Autor und Komponist
- Burkhardt, Friedemann (* 1961), deutscher protestantischer Theologe und Gemeindeforscher
- Burkhardt, Friedrich (* 1890), deutscher sozialdemokratischer Kommunalpolitiker und politischer KZ-Häftling
- Burkhardt, Fritz (1900–1983), deutscher Maler
- Burkhardt, Georg (1876–1959), deutscher Mediziner
- Burkhardt, Georg (1884–1962), deutscher Lehrer und Mitglied des Provinziallandtages der Provinz Hessen-Nassau
- Burkhardt, Georg Ferdinand (1809–1872), deutscher Landwirt und Politiker
- Burkhardt, Gerd (1913–1969), deutscher Theoretischer Physiker
- Burkhardt, Gerhard (1910–1978), deutscher Chirurg
- Burkhardt, Gerhard (1920–2004), deutscher Literaturwissenschaftler
- Burkhardt, Günter (* 1961), deutscher Lehrer und Spieleautor
- Burkhardt, Hans (1891–1948), deutscher Politiker (NSDAP) und Tierarzt
- Burkhardt, Hans (1904–1999), deutscher Psychiater, Anthropologe, Neurologe und Schriftsteller
- Burkhardt, Hans (1928–2020), deutscher Heimatforscher
- Burkhardt, Heinrich (1861–1914), deutscher Mathematiker
- Burkhardt, Heinrich (1904–1985), deutscher Maler und Grafiker
- Burkhardt, Helmut (1939–2022), deutscher evangelischer Theologe
- Burkhardt, Henry (* 1930), deutscher Missionar und Präsident der Kirche der Heiligen der Letzten Tage in der DDR
- Burkhardt, Hermann (1910–2003), deutscher kommunistischer Politiker (KPD/SED) und Journalist
- Burkhardt, Hermann von (1861–1942), bayerischer General der Artillerie
- Burkhardt, Horst (* 1938), deutscher Motorradrennfahrer
- Burkhardt, Ingolf (* 1963), deutscher Jazztrompeter
- Burkhardt, Joachim (1933–2012), deutscher Fernsehjournalist, Schriftsteller und Dramatiker
- Burkhardt, Johann Gottlob Ernst (* 1812), deutscher Germanist
- Burkhardt, Johann Leopold (1673–1741), deutscher Orgelbauer in Böhmen
- Burkhardt, Johannes (1929–2022), deutscher Maler und Zeichner
- Burkhardt, Johannes (1943–2022), deutscher Historiker
- Burkhardt, Julia (* 1984), deutsche Historikerin und Hochschullehrerin
- Burkhardt, Karl (1910–1997), deutscher Verwaltungsjurist und Ministerialbeamter in Bayern
- Burkhardt, Klaus (1928–2001), deutscher Grafiker
- Burkhardt, Klaus (* 1947), deutscher Diplomat
- Burkhardt, Konrad (1894–1978), deutscher Landrat
- Burkhardt, Kurt (1912–1942), deutscher SS-Obersturmführer und Kriminalkommissar
- Burkhardt, Kurt (1915–1993), deutscher DBD-Funktionär, MdV
- Burkhardt, Leonard (* 1997), deutscher Schauspieler
- Burkhardt, Ludwig (1872–1922), deutscher Chirurg
- Burkhardt, Ludwig (1903–1993), deutscher Pathologe, Embryologe und Anthropologe in München
- Burkhardt, Marcin (* 1983), polnischer Fußballspieler
- Burkhardt, Martha (1874–1956), Schweizer Malerin, Zeichnerin, Illustratorin, Fotografin, Autorin und Sozialfürsorgerin.
- Burkhardt, Martin (1898–1977), deutscher Lokalpolitiker (KPD, SED)
- Burkhardt, Martin (* 1962), deutscher Historiker und Archivar
- Burkhardt, Martin (* 1967), deutscher Maler und Grafiker
- Burkhardt, Nadin (* 1975), deutsche Klassische Archäologin
- Burkhardt, Nico (* 1984), deutscher Koch
- Burkhardt, Otto Paul (* 1952), deutscher Autor und Kulturjournalist
- Burkhardt, Paul († 1928), deutscher Architekt
- Burkhardt, Robert (1874–1954), deutscher Heimatforscher
- Burkhardt, Rudolf (1894–1969), deutscher Maler, Grafiker und Architekt
- Burkhardt, Rudolf (1930–2001), deutscher Mediziner und Musiktherapeut
- Burkhardt, Siegfried (1930–2013), deutscher Fußballspieler
- Burkhardt, Stefanie (* 1999), Schweizer Unihockeyspielerin
- Burkhardt, Theodor (1905–1958), deutscher Fußballspieler
- Burkhardt, Thorsten (* 1981), deutscher Fußballspieler
- Burkhardt, Toni (* 1979), deutscher Theaterregisseur, Operndirektor am Mecklenburgischen Staatstheater in Schwerin
- Burkhardt, Torsun (1974–2023), deutscher Elektropunk-Musiker und -SängerTorsun Burkhardt (1974–2023)

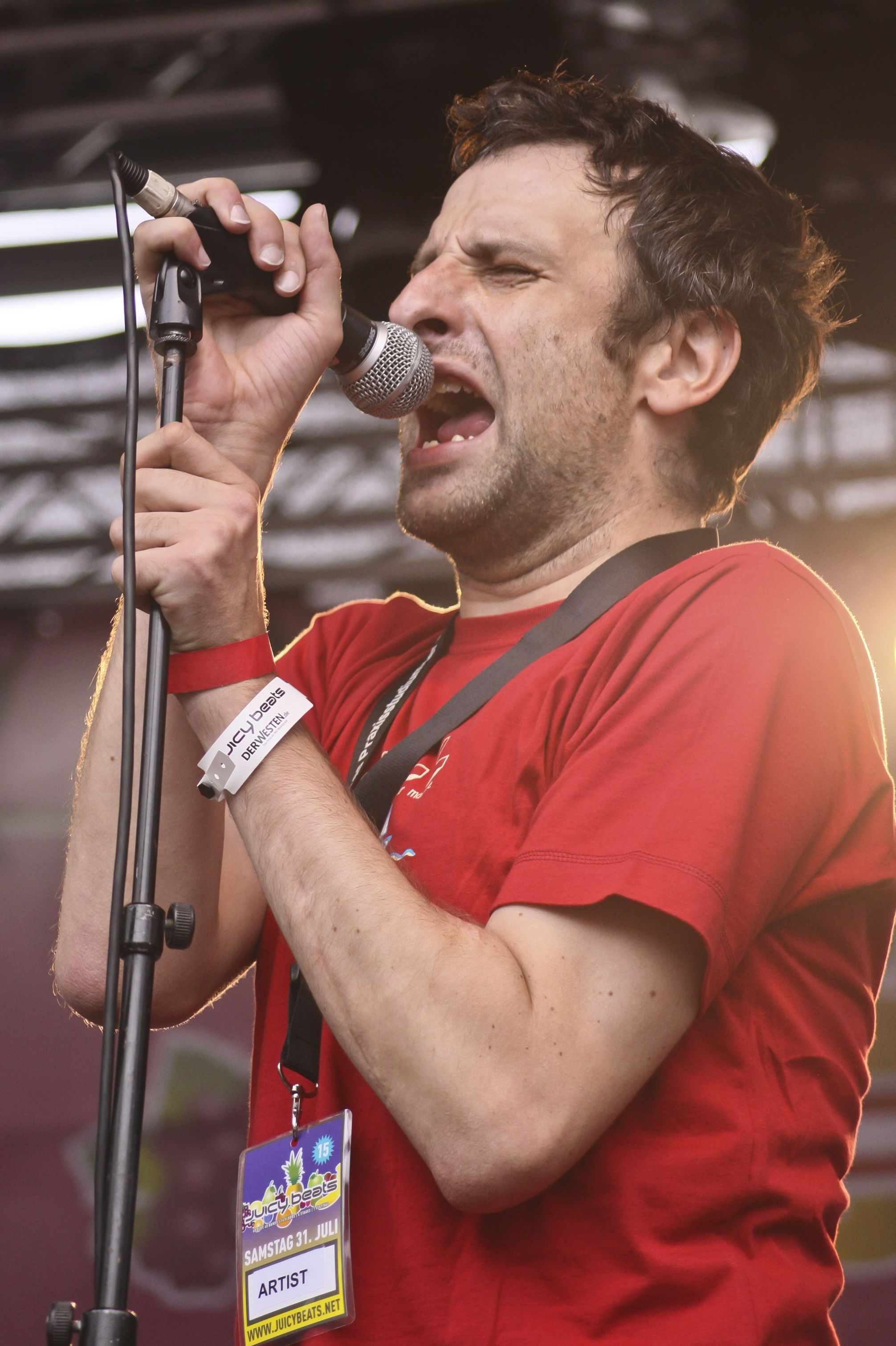
Torsun Burkhardt (1974–2023)

- Burkhardt, Ulrich (1951–1997), deutscher Dramaturg und Intendant
- Burkhardt, Werner (1928–2008), deutscher Musikkritiker und Hörfunkmoderator
- Burkhardt-Holicki, Gisela (* 1953), deutsche Wirtschaftswissenschaftlerin und Lokalpolitikerin für Die Linke
- Burkhardt-Untermhaus, Richard Paul (1883–1963), deutscher Landschaftsmaler und Grafiker
- Burkhardtsmaier, Wolfgang (1913–1982), deutscher Elektroingenieur
- Burkhart von Ziegenhain († 1247), Erzbischof von Salzburg
- Burkhart, Andreas (* 1984), deutscher Sänger (Bariton)
- Burkhart, Anton (1970–2024), deutscher Laiendarsteller
- Burkhart, Charles A. (1860–1922), US-amerikanischer Politiker
- Burkhart, Dagmar (* 1939), deutsche Slawistin, Balkanologin und Kulturanthropologin
- Burkhart, Ernest (1892–1986), US-amerikanischer Mörder
- Burkhart, Johannes (1904–1985), deutscher römisch-katholischer Priester der Diözese Augsburg
- Burkhart, Karl (1908–1976), Schweizer Radrennfahrer
- Burkhart, Max (2000–2017), deutscher Skirennfahrer
- Burkhart, Olivia (* 1996), deutsche Schauspielerin
- Burkhart, Peter (1942–2014), Schweizer Konzertveranstalter
- Burkhart, Ursula Maria (* 1961), deutsche Schauspielerin, Rundfunkmoderatorin und SprecherinUrsula Maria Burkhart (* 1961)

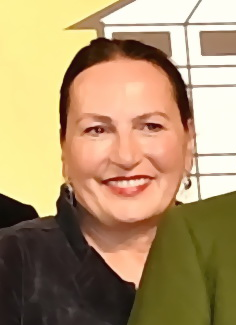
Ursula Maria Burkhart (* 1961)

- Burkhäuser, Nikolaus (1733–1809), deutscher Jesuit, Philosoph und Hochschullehrer
- Burkhead, Rex (* 1990), US-amerikanischer American-Football-Spieler
- Burkhill, Hannah (* 2000), australische Synchronschwimmerin
- Burkholder, Donald (1927–2013), US-amerikanischer Mathematiker
- Burkholder, John Lawrence (1917–2010), US-amerikanischer mennonitischer Theologe
- Burkholder, Sigrid (* 1971), deutsche Schauspielerin und Hörspielsprecherin
- Burkholder, Udo, deutscher Inspekteur des Bundesgrenzschutzes
- Burkholz, Daniel (* 1963), deutscher Filmemacher
- Bürkholz, Thomas (* 1949), deutscher Musiker und Komponist

### Burki
- Burki, Arshad Iqbal (* 1984), pakistanischer Squashspieler
- Bürki, Cornelia (* 1953), Schweizer Mittel- und Langstreckenläuferin
- Burki, Eliana (1983–2023), Schweizer MusikerinEliana Burki (1983–2023)

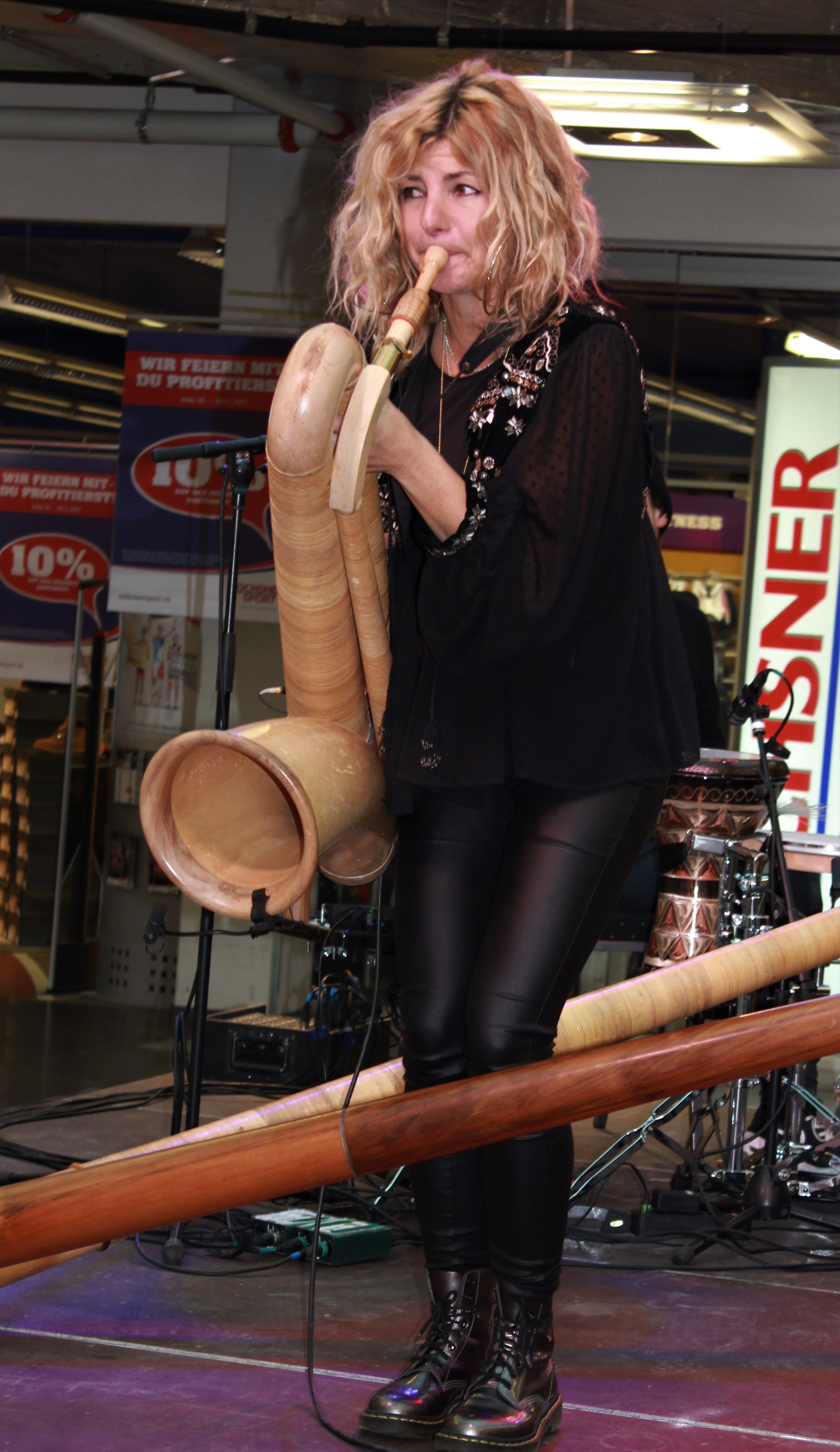
Eliana Burki (1983–2023)

- Bürki, Ernst (1882–1966), Schweizer Metzgermeister und Politiker (BGB)
- Bürki, Hans Ferdinand (1925–2002), Schweizer Pädagoge, Psychologe, Theologe und Gründer der Vereinigten Bibelgruppen
- Bürki, Jakob (1872–1939), Schweizer Lehrer und Verfasser von Berner Mundarterzählungen
- Bürki, Jan (* 1999), Schweizer Unihockeyspieler
- Burki, Javed (* 1938), pakistanischer Cricketspieler und Mannschaftskapitän der pakistanischen Nationalmannschaft
- Burki, Jonas (1862–1923), Schweizer Landwirt und Politiker
- Bürki, Marc (* 1961), Schweizer Bankmanager
- Bürki, Marco (* 1993), Schweizer Fussballspieler
- Burki, Marie José (* 1961), Schweizer Künstlerin
- Bürki, Mario (* 1977), Schweizer Komponist
- Burki, Raymond (1949–2016), Schweizer Pressezeichner, Karikaturist und Illustrator
- Bürki, Roland (1906–1984), Schweizer Schriftsteller
- Bürki, Roman (* 1990), Schweizer FussballspielerRoman Bürki (* 1990)

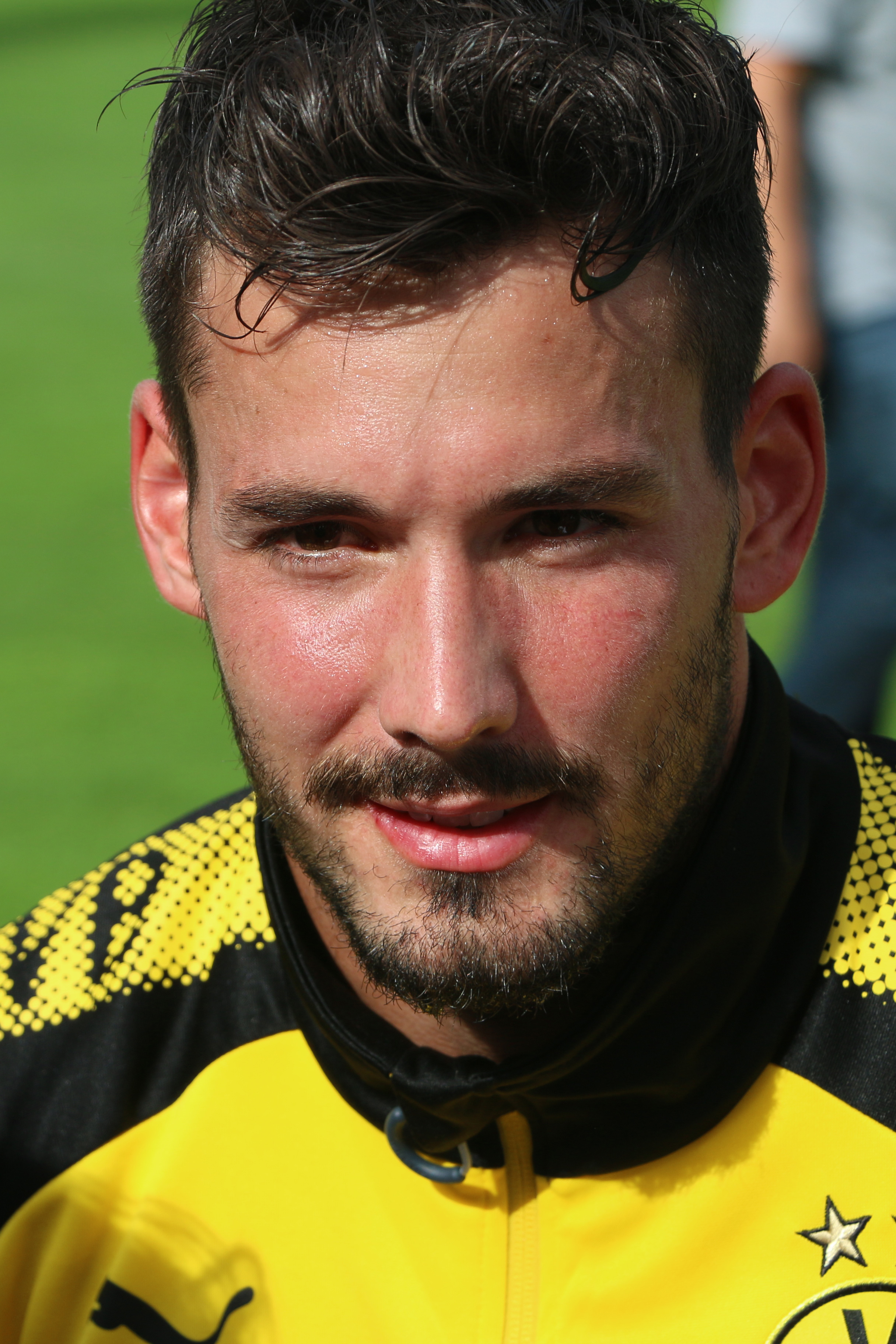
Roman Bürki (* 1990)

- Burki, Sandro (* 1985), Schweizer Fussballspieler
- Bürki, Vanessa (* 1986), Schweizer Fußballspielerin
- Bürki, Walter (* 1946), Schweizer Radrennfahrer
- Bürki, Werner (1909–1979), Schweizer Ringer und Schwinger
- Bürki-Fuchs, Vreni, Schweizer Basketballspielerin
- Burkic, Dragoslav (* 2000), österreichischer Fußballspieler
- Burkiczak, Christian (* 1975), deutscher Jurist und Richter am Bundessozialgericht
- Burkill, John Charles (1900–1993), britischer Mathematiker
- Burkill, William, britischer Radrennfahrer
- Bürkitbajew, Serik (* 1957), kasachischer Politiker
- Burkitt, Denis Parsons (1911–1993), britisch-nordirischer Chirurg und Tropenmediziner
- Burkitt, Evaline Hilda (1876–1955), englisch-britische Suffragette
- Burkitt, Francis Crawford (1864–1935), englischer Theologe

### Burkl
- Bürkl, Anni (* 1970), österreichische Autorin und Journalistin
- Bürkle de la Camp, Heinrich (1895–1974), deutscher Chirurg
- Bürkle, Adam (1825–1896), deutscher Auswanderer, Pfarrer und Stadtgründer
- Bürkle, Albrecht (1916–1963), deutscher Verlagslektor und Verleger
- Bürkle, Alexander (* 1957), deutscher Humanmediziner und Toxikologe und Organist
- Bürkle, Barbara (* 1979), deutsche Jazzsängerin
- Bürkle, Bettina (* 1961), bildende Künstlerin
- Bürkle, Brigitte (* 1963), deutsche Betriebswirtschaftlerin
- Bürkle, Carl (1890–1960), deutscher Orgelbaumeister
- Bürkle, Franz-Xaver (* 1948), deutscher Koch, Fernsehkoch und Kochbuchautor
- Bürkle, Fritz (1883–1958), deutscher Jurist
- Bürkle, Fritz (1919–2013), deutscher Wasserbauingenieur
- Bürkle, Gerhard (* 1944), deutscher Diplom-Kaufmann und Senator (Bayern)
- Bürkle, Hans (1919–1993), österreichischer Politiker (ÖVP), Mitglied des Bundesrates
- Bürkle, Hans (1946–2024), deutscher Unternehmensberater und Autor
- Bürkle, Hermann (1884–1914), deutscher Fußballtorwart
- Bürkle, Horst (1925–2015), deutscher evangelischer, dann römisch-katholischer Theologe
- Bürkle, Horst Dieter (* 1934), deutscher Künstler
- Bürkle, J. Christoph (* 1954), deutscher Kunsthistoriker Architekturkritiker, Autor und Verlagsleiter
- Bürkle, Jens (* 1980), deutscher Handballspieler und Handballtrainer
- Bürkle, Johann Martin (1832–1916), deutscher Auswanderer, evangelischer Pfarrer und Schriftsteller
- Bürkle, Katja (* 1978), deutsche SchauspielerinKatja Bürkle (* 1978)

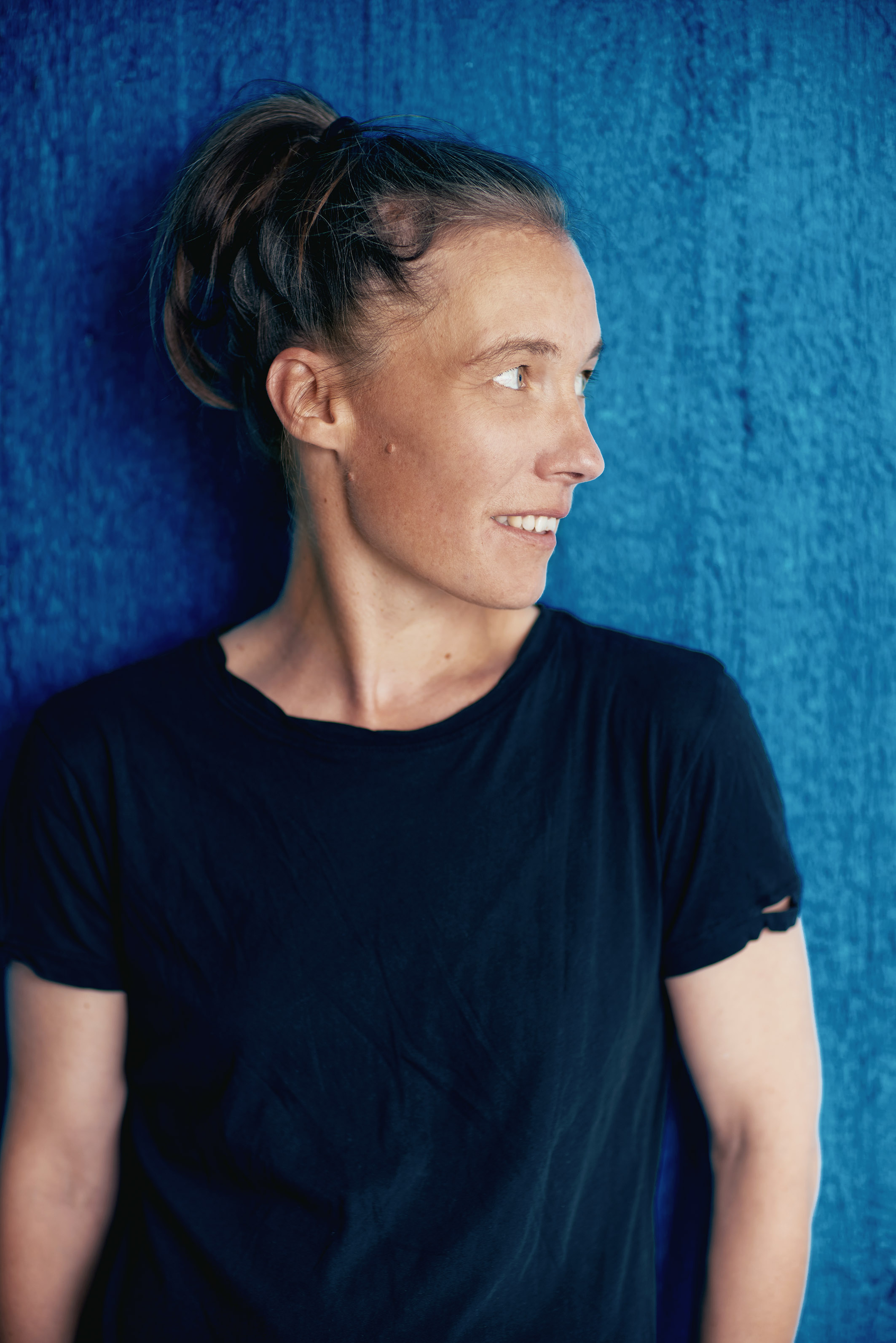
Katja Bürkle (* 1978)

- Bürkle, Marc (* 1977), deutscher Handballtorwart
- Bürkle, Stefanie (* 1966), deutsche Künstlerin, Professorin an der TU Berlin
- Bürkle, Stefanie (* 1969), deutsche Landesbeamtin, Landrätin des Landkreises Sigmaringen
- Bürkle, Willy (1906–1973), deutscher Unternehmer
- Bürkle, Zsá Zsá Inci (* 1995), deutsche Schauspielerin
- Bürklein, Eduard (1816–1871), deutscher Architekt
- Bürklein, Georg Friedrich Christian (1813–1872), deutscher Architekt und bayerischer Baubeamter
- Bürklen, Georg (* 1956), deutscher Fußballspieler
- Bürkler, Robert (1863–1930), Schweizer römisch-katholischer Geistlicher und Bischof von St. Gallen
- Burkley, Dennis (1945–2013), US-amerikanischer Schauspieler
- Bürkli, Arnold (1833–1894), Schweizer BauingenieurArnold Bürkli (1833–1894)

Arnold Bürkli (1833–1894)

- Bürkli, Friedrich Paul David (1818–1896), Zürcher Buchdrucker und Zeitungsverleger
- Bürkli, Johann Heinrich (1647–1730), Schweizer Bürger und österreichischer Feldmarschall
- Bürkli, Johannes (1745–1804), Schweizer Staatsmann, Dichter und Herausgeber
- Bürkli, Karl (1823–1901), Schweizer Frühsozialist und Mitgründer von Konsumgenossenschaften
- Bürkli, Karl (1917–2012), Schweizer Kunstmaler, Zeichner und Dichter
- Bürkli, Leo (1854–1936), Schweizer Ingenieur und Oberbauinspektor
- Bürklin, Albert (1816–1890), deutscher Baumeister, Ingenieur und Schriftsteller sowie ein liberaler Abgeordneter im badischen Landtag in Karlsruhe
- Bürklin, Albert (1844–1924), deutscher Politiker (NLP), MdR und Winzer
- Bürklin, Albert (1907–1979), deutscher Winzer und Funktionär in zahlreichen Landwirtschafts- und Weinbauorganisationen
- Burklin, Charles (1881–1957), Schweizer Politiker
- Bürklin, Wilhelm (* 1949), deutscher Politikwissenschaftler

### Burkn
- Bürkner, Felix (1883–1957), deutscher Reiter
- Bürkner, Hans (1864–1943), Schiffskonstrukteur der Kaiserlichen Marine
- Bürkner, Hans-Joachim (* 1954), deutscher Geograph und Hochschullehrer (Wirtschafts- und Sozialgeographie)
- Bürkner, Hans-Paul (* 1952), deutscher UnternehmensberaterHans-Paul Bürkner (* 1952)

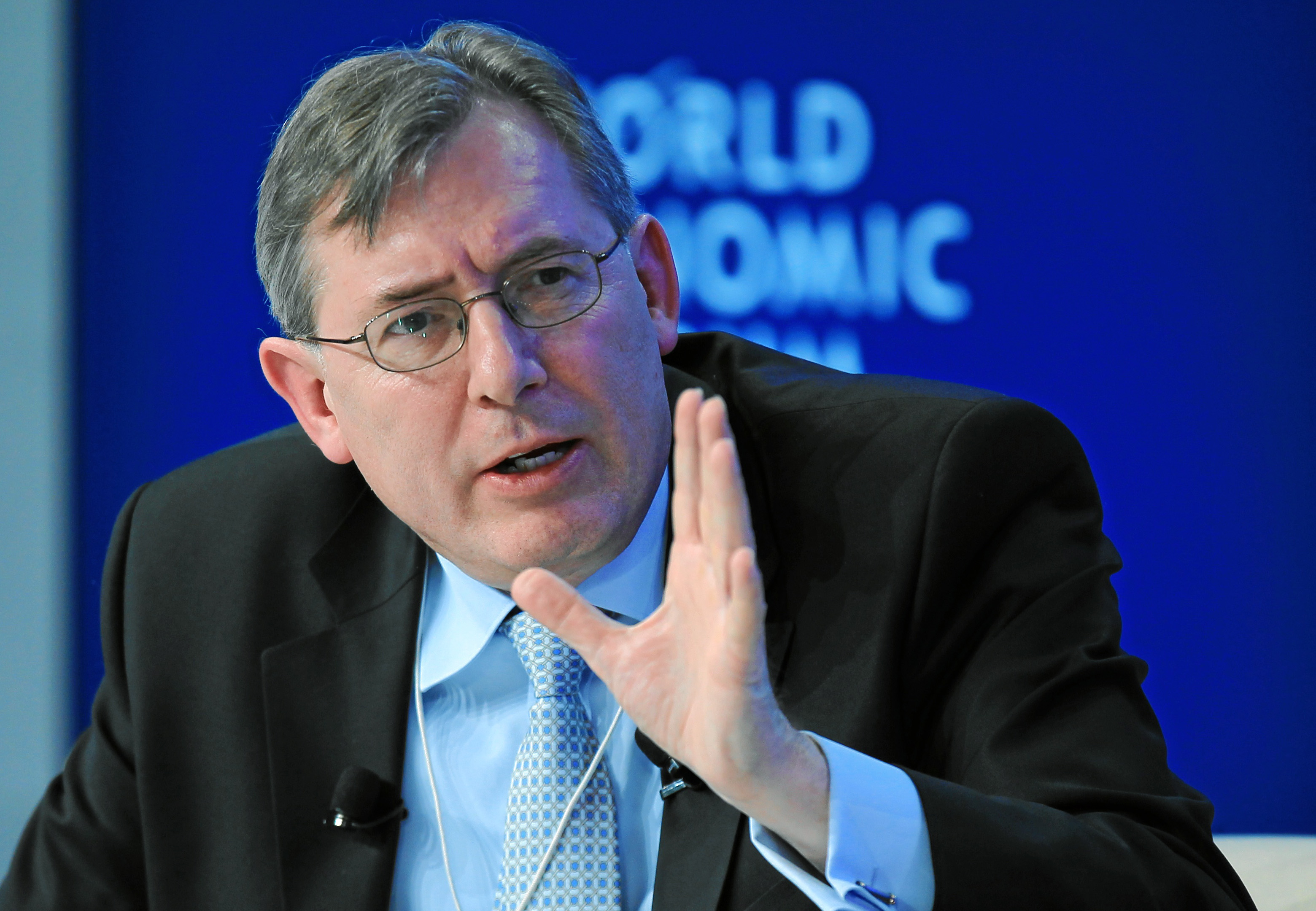
Hans-Paul Bürkner (* 1952)

- Bürkner, Hugo (1818–1897), deutscher Maler und Illustrator, Professor der Holzschneidekunst
- Bürkner, Leopold (1894–1975), deutscher Marineoffizier, zuletzt Vizeadmiral im Zweiten Weltkrieg
- Bürkner, Moritz (* 1983), deutscher Schauspieler
- Bürkner, Richard (1856–1913), deutscher Pfarrer und Schriftsteller
- Bürkner, Robert (1870–1925), deutscher Generalmajor der Reichswehr
- Bürkner, Robert (1887–1962), deutscher Schauspieler, Theaterregisseur, Theaterintendant, Theaterautor und Schriftsteller

### Burko
- Burkovska-Jacobsen, Ilze (* 1971), lettische Filmregisseurin, Autorin und Journalistin
- Burkovskis, Arnoldas (* 1967), litauischer Bankmanager und Politiker
- Burkow, Georgi Iwanowitsch (1933–1990), sowjetischer Schauspieler
- Burkowitz, Heinrich (1892–1915), deutscher Sprinter
- Burkowitz, Peter Kurt (1920–2012), deutscher Tontechniker
- Burkowska, Olena (* 1981), ukrainische Marathonläuferin
- Burkowski, Andrei Wladimirowitsch (* 1983), russischer Schauspieler und Fernsehmoderator

### Burks
- Burks, Alec (* 1991), US-amerikanischer Basketballspieler
- Burks, Arthur J. (1898–1974), US-amerikanischer Marineoffizier und Schriftsteller
- Burks, Arthur W. (1915–2008), US-amerikanischer Computerpionier
- Burks, Eddie (1931–2005), US-amerikanischer Blues-Mundharmonikaspieler und Sänger
- Burks, Eric (* 1972), US-amerikanischer Basketballspieler
- Burks, Gregory (* 1980), US-amerikanischer Basketballspieler
- Burks, Michael (1957–2012), US-amerikanischer Bluesgitarrist
- Bürks, Paul (1916–1995), deutscher Schauspieler, Synchron- und Hörspielsprecher
- Burks, Quanesha (* 1995), US-amerikanische Weitspringerin
- Burks, Richard Voyles (1913–1997), US-amerikanischer Osteuropahistoriker
- Burks, Rick (1960–1989), US-amerikanischer Schauspieler
- Burks, Robert (1909–1968), US-amerikanischer Kameramann
- Burks, Ruth Coker (* 1959), amerikanische Aktivistin
- Burks, Treylon (* 2000), US-amerikanischer American-Football-SpielerTreylon Burks (* 2000)

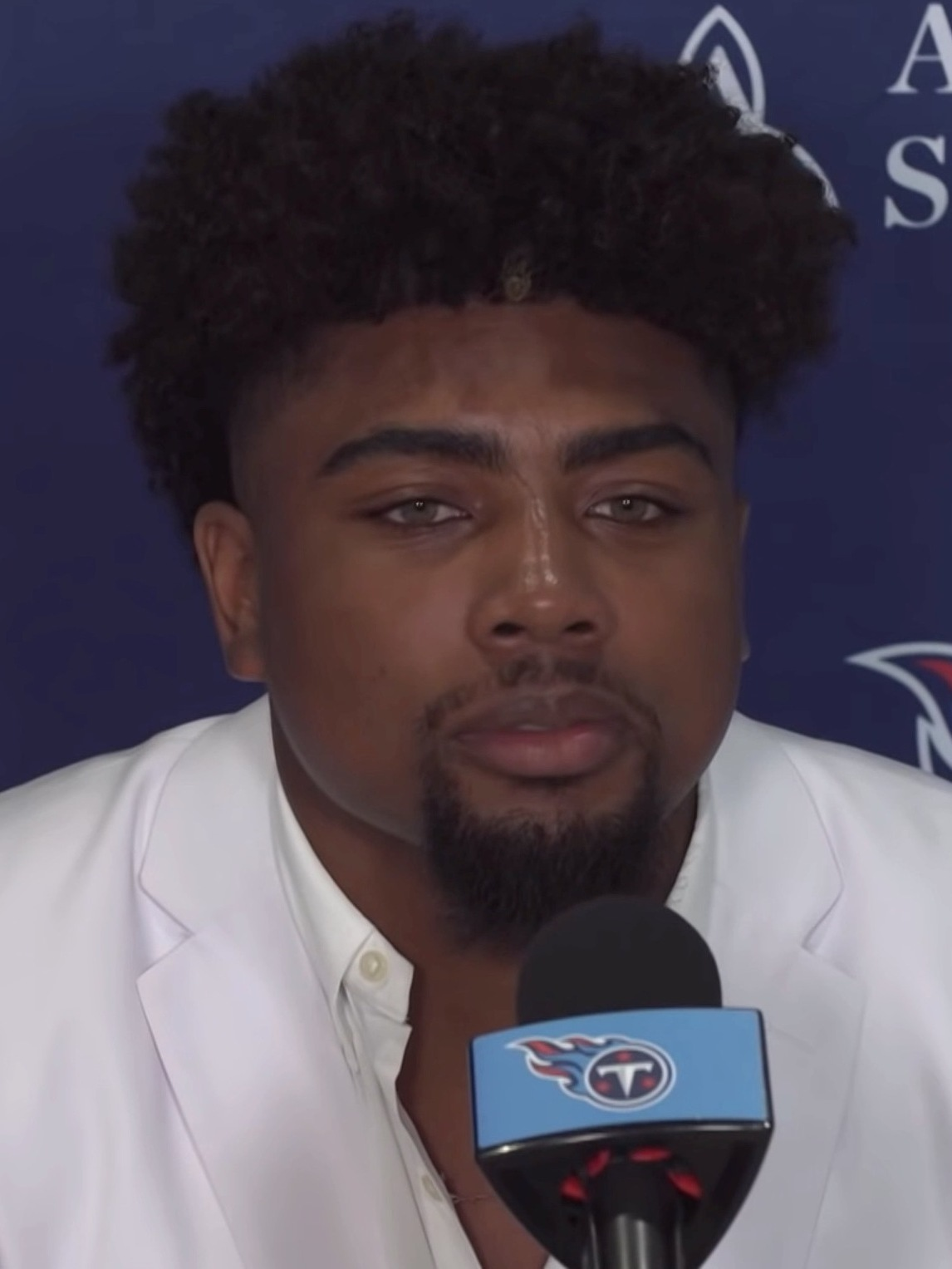
Treylon Burks (* 2000)

- Burkšas, Arūnas (* 1965), litauischer Politiker

### Burku
- Burkún, Mario Enrique (* 1948), argentinischer Wirtschaftswissenschaftler und Diplomat